# Maussane-les-Alpilles
Maussane-les-Alpilles (en provençal Maussano lis Aupiho) est une commune française située dans le département des Bouches-du-Rhône en région Provence-Alpes-Côte d'Azur. Elle se situe sur le piémont sud du massif des Alpilles.
Ses habitants sont les Maussanais.

## Géographie
Les communes limitrophes sont  Les Baux-de-Provence, Mouriès, Paradou, Saint-Martin-de-Crau et Saint-Rémy-de-Provence.
La commune de Maussane-les-Alpilles se situe sur le versant sud du massif des Alpilles. Son territoire est délimité au nord par les rochers d'Entreconque et la crête des Grands Calans et au sud par le bourrelet nord de la Crau. Au centre, une chaîne de faible altitude, la Pène, constitue un étroit sillon rocheux qui s'étend de Fontvieille à Mouriès. Le terroir de Maussane est séparé de celui de Mouriès par le gaudre (« ruisseau ») de Malaga. À l'est, la commune est limitrophe de Paradou. Ainsi, le panneau de sortie de Maussane sur la départementale 17 est accolé au panneau d'entrée de Paradou.

### Situation
Maussane se situe à deux kilomètres au sud des Baux-de-Provence et à deux kilomètres à l'est de Paradou. Les principales agglomérations voisines sont Saint-Martin-de-Crau (11 600 habitants) au sud (9 kilomètres), Saint-Rémy-de-Provence (10 200 habitants) au nord (8 kilomètres) et Arles (52 600 habitants) au sud-ouest (16 kilomètres).

#### Accès

Maussane-les-Alpilles se situe au pied des Alpilles.

L'accès se fait depuis Marseille ou Aix-en-Provence en empruntant l'autoroute A7 puis en bifurquant sur l'autoroute A54 au niveau de Salon-de-Provence. Prendre la sortie 12, à Saint-Martin-de-Crau. Depuis le centre-ville de Saint-Martin-de-Crau, emprunter l'avenue des Alpilles et s'engager sur la départementale 27. Maussane se trouve à 10 kilomètres de Saint-Martin-de-Crau.
En venant d'Arles, prendre la départementale 17, direction Fontvieille. Après Fontvieille (10 kilomètres d'Arles), traverser Paradou (9 kilomètres) et continuer jusqu'à Maussane (2 kilomètres).
Depuis Avignon, prendre la départementale 571. À Saint-Rémy-de-Provence (17 kilomètres), emprunter la départementale 5, direction Les Baux-de-Provence. Maussane se trouve à 11 kilomètres de Saint-Rémy-de-Provence.

### Géologie
Le sol de Maussane est né durant l'ère quaternaire. La mer de Thétys, présente il y a plus de 90 millions d'années, explique le calcaire blanc caractéristique de l'ensemble du massif des Alpilles que l'on rencontre dans la partie nord de Maussane. L'érosion provoquée par la pluie et le vent est à l'origine des rochers escarpés que l'on peut observer aussi sur la partie nord du territoire de Maussane, au quartier d'Entreconque.
Si l'on peut penser que le sol primitif de Maussane s'est formé lors de l'ère secondaire, et en particulier au Crétacé inférieur, les écoulements des versants ont progressivement déposé des sédiments dont le sol est aujourd'hui entièrement constitué. Ces dépôts sont présents sur tout le territoire maussanais, depuis le pied des rochers d'Entreconque (Crétacé inférieur) jusqu'à la barrière de la Pène, au sud, qui date du Crétacé supérieur. Il faut remonter plus au nord, passés les rochers d'Entreconque, ou aller plus à l'est, à partir de la commune de Fontvieille, pour obtenir un sol exempt de ces sédiments.
Maussane a profité de la présence de bois abondant, mais aussi d'argile et d'eau pour permettre l'installation primitive de populations humaines. Ces conditions ont fait du sol maussanais une terre fertile propice aux cultures.

### Hydrographie
Aucun cours d'eau important ne traverse la commune. En revanche, Maussane compte plusieurs gaudres. Un gaudre (du provençal gaudre : « petit ruisseau ») désigne un cours d'eau souvent à sec en été et à faible débit le reste de l'année. Ajoutés au cours naturel de ces gaudres, plusieurs roubines et canaux ont été creusés pour drainer les quantités d'eau importantes que recèle le sol de la commune.

#### Les anciens marais des Baux

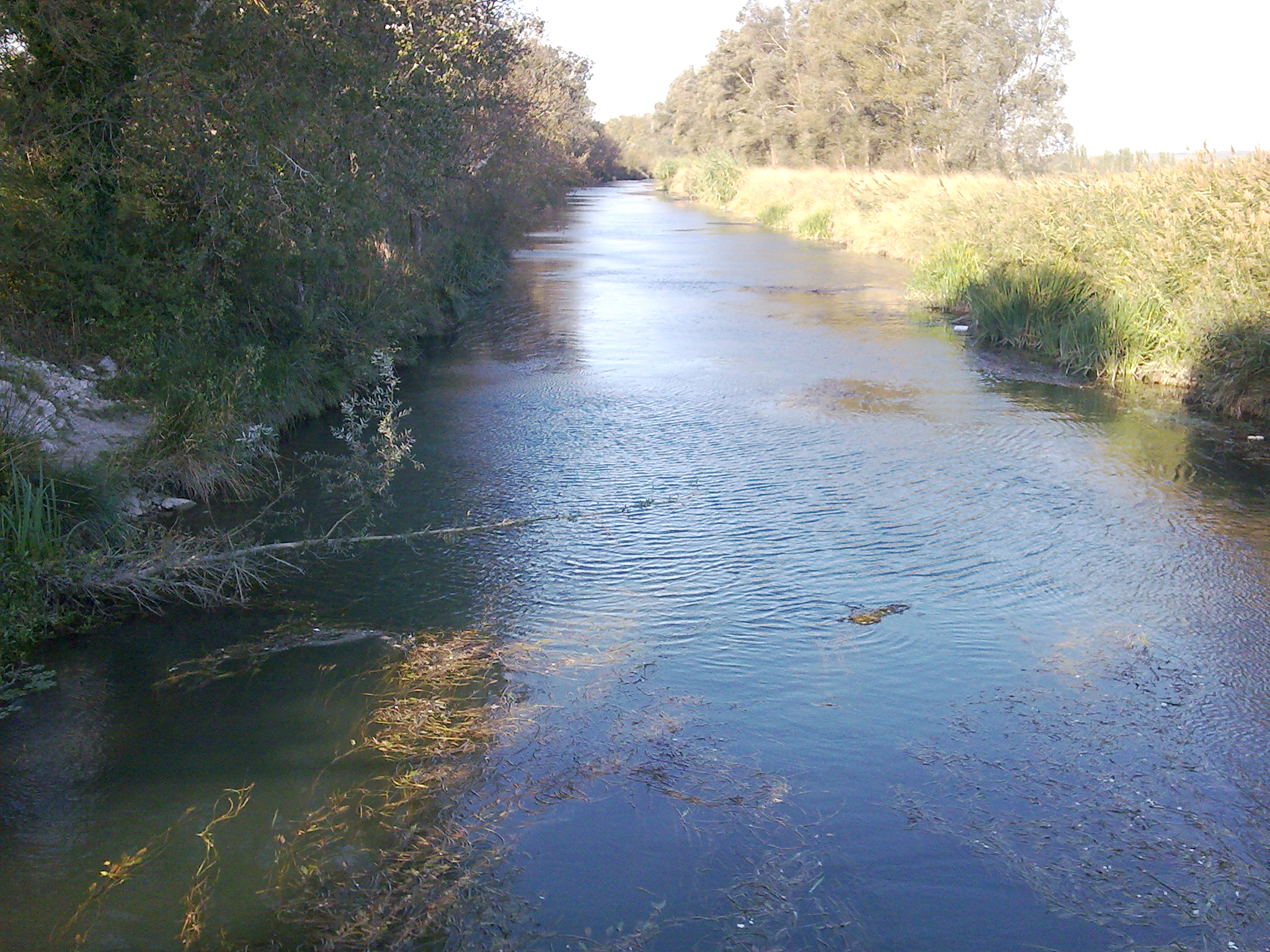
Le canal de la Vallée des Baux, au pont de l'Étroit.

Jusqu'aux années 1880, la zone située au sud des rochers de la Pène était totalement inondée et connue sous le nom de « marais des Baux ». Ce grand lac, riche en poisson, s'étendait sur plusieurs hectares et a permis à des générations de Maussanais de vivre de la pêche. Pour des raisons d'hygiène, du fait des maladies bactériennes qu'entraînait la présence de ces marais, ceux-ci ont été asséchés progressivement dès les années 1830.
En 2012, l'eau a disparu pour une grande partie, mais la zone reste inondable. Ainsi, lors des inondations de décembre 2003, toute la surface occupée par les anciens marais, mais aussi la route départementale 27 reliant Maussane à Saint-Martin-de-Crau a été inondée plusieurs semaines. La partie sud de cette zone reste toutefois couverte d'eau, notamment toute la surface située entre le canal de la Vallée des Baux et la chaîne des Costières (commune de Saint-Martin-de-Crau).
Tout un réseau de canaux traverse aujourd'hui les anciens marais, comme le canal de Monestier et la roubine de Saint-Laurent.

#### Les gaudres

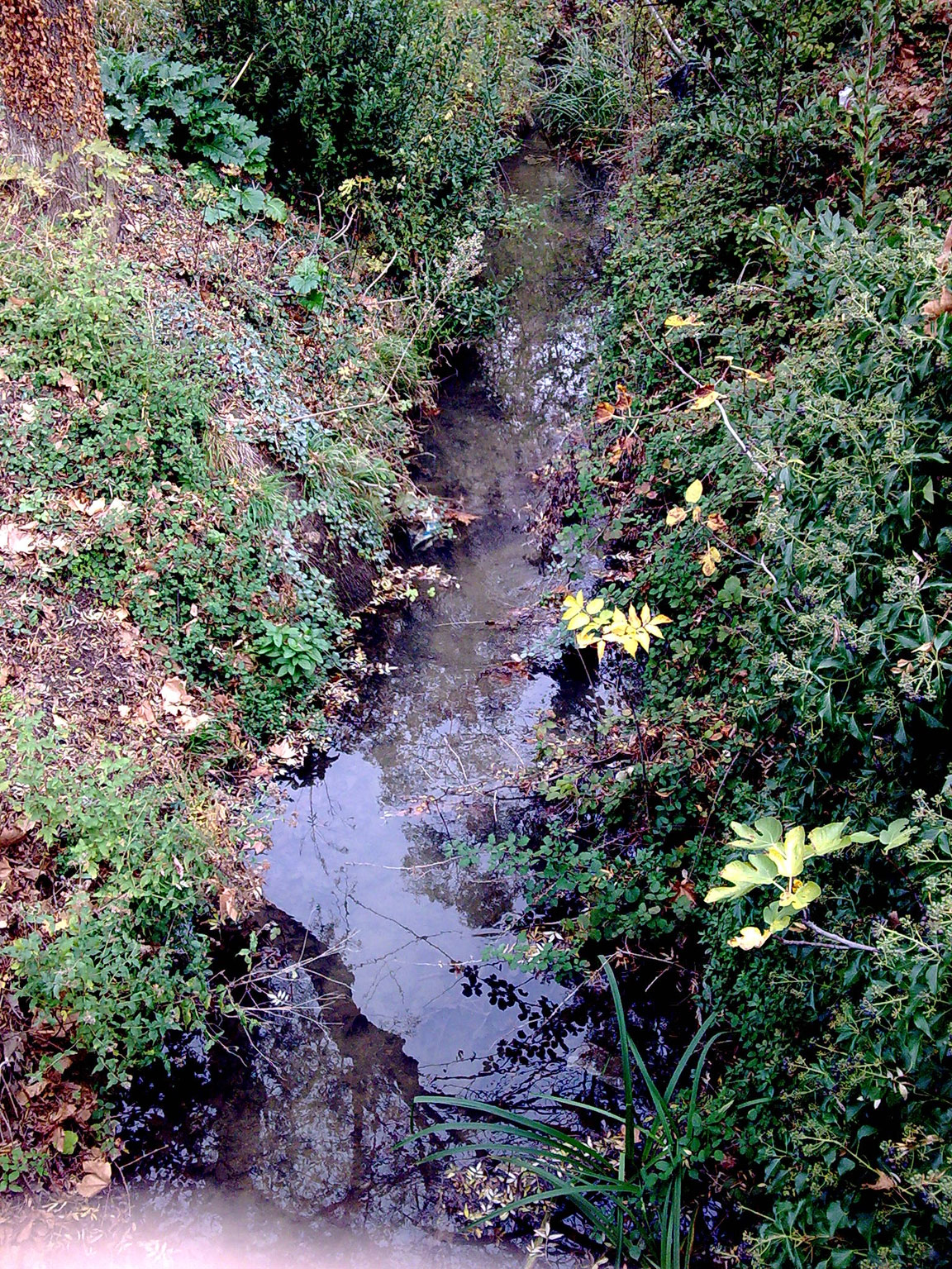
Le gaudre du Trible à son passage dans Maussane.

Le village est traversé par plusieurs gaudres qui prennent tous leur source dans le massif des Alpilles et vont terminer leur cours dans les divers canaux des anciens marais :
- Le gaudre du Trible, dont la source se situe au nord du village des Baux-de-Provence et qui, au sud de la commune, passe par le pont Saint-Jean (chaînon de la Pène) et se jette dans le canal de la Vallée des Baux.
- Le gaudre de la Foux, qui est la continuité du gaudre de Verpétrière, qui jaillit du vallon des Amants, au nord de la crête des Calans (commune de Mouriès).

D'autres gaudres traversent la commune.
- Le gaudre d'Entreconque au nord des rochers d'Entreconque, et qui, en fusionnant avec le gaudre de Verpétrière, forme le gaudre de la Foux (commune des Baux-de-Provence).
- Le gaudre du Gaucher, qui provient du quartier de Monblan (commune de Maussane) et se déverse dans la gaudre du Mas-de-Cayol.
- Le gaudre des Gypières, dont la source se situe au nord du quartier des Gypières, fusionne avec le gaudre des Barres près du Castellas (commune de Maussane).
- Le gaudre de Valoste, dans le vallon du même nom (commune de Maussane).
- Le gaudre de Requilion au nord du mas de Fléchon (commune de Maussane).
- Le gaudre du Fangas au nord du vallon du Four.
- Le gaudre de Malaga qui marque la limite entre la commune de Maussane et celle de Mouriès. Il s'agit du plus long gaudre de la commune. Il prend sa source près du château de Pierredon, sur la commune de Mouriès. Le gaudre de Requilion déverse ses eaux dans ce gaudre. Il vient finir sa course dans le canal de la Vallée des Baux.

Les gaudres de Maussane et Paradou sont les cours d'eau qui possèdent les plus gros débits dans les Alpilles, dépassant généralement les 5 m3/s.

### Climat
Pour des articles plus généraux, voir Climat de Provence-Alpes-Côte d'Azur et Climat des Bouches-du-Rhône.
En 2010, le climat de la commune est de type climat méditerranéen franc, selon une étude du Centre national de la recherche scientifique s'appuyant sur une série de données couvrant la période 1971-2000. En 2020, Météo-France publie une typologie des climats de la France métropolitaine dans laquelle la commune est exposée à un climat méditerranéen et est dans la région climatique Provence, Languedoc-Roussillon, caractérisée par une pluviométrie faible en été, un très bon ensoleillement (2 600 h/an), un été chaud (21,5 °C), un air très sec en été, sec en toutes saisons, des vents forts (fréquence de 40 à 50 % de vents > 5 m/s) et peu de brouillards.
Pour la période 1971-2000, la température annuelle moyenne est de 14 °C, avec une amplitude thermique annuelle de 17,6 °C. Le cumul annuel moyen de précipitations est de 644 mm, avec 5,6 jours de précipitations en janvier et 2,2 jours en juillet. Pour la période 1991-2020, la température moyenne annuelle observée sur la station météorologique de Météo-France la plus proche, « Eyragues », sur la commune d'Eyragues à 14 km à vol d'oiseau, est de 15,2 °C et le cumul annuel moyen de précipitations est de 631,8 mm. 
La température maximale relevée sur cette station est de 42,2 °C, atteinte le 28 juin 2019 ; la température minimale est de −9,9 °C, atteinte le 2 mars 2005,,.
Les paramètres climatiques de la commune ont été estimés pour le milieu du siècle (2041-2070) selon différents scénarios d'émission de gaz à effet de serre à partir des nouvelles projections climatiques de référence DRIAS-2020. Ils sont consultables sur un site dédié publié par Météo-France en novembre 2022.

#### Le mistral
Le mistral y souffle violemment du nord ou du nord-ouest, particulièrement en hiver et au printemps. Les Alpilles dévient le vent, mais Maussane ne peut profiter de sa position au sud du piémont du massif et le vent y souffle pratiquement aussi fort que dans le nord de la chaîne. Le mistral souffle fortement 100 jours par an en moyenne et faiblement 83 jours, ce qui ne laisse que 182 jours sans vent par an.
On distingue deux types de mistral : le « mistral blanc », qui dégage le ciel en totalité et accentue la luminosité, et le « mistral noir », plus rare, qui est accompagné de pluie.

#### Données météorologiques
| Mois                              | jan. | fév. | mars | avril | mai  | juin | jui. | août | sep. | oct. | nov. | déc. | année |
| --------------------------------- | ---- | ---- | ---- | ----- | ---- | ---- | ---- | ---- | ---- | ---- | ---- | ---- | ----- |
| Température minimale moyenne (°C) | 1,1  | 2,1  | 3,9  | 6,6   | 9,9  | 13,6 | 16,2 | 15,7 | 13,2 | 9,5  | 4,9  | 1,9  | 8,2   |
| Température moyenne (°C)          | 5,7  | 7    | 9,2  | 12    | 15,7 | 19,5 | 22,5 | 21,9 | 19   | 14,8 | 9,5  | 6,3  | 13,6  |
| Température maximale moyenne (°C) | 10,3 | 11,8 | 14,5 | 17,5  | 21,6 | 25,5 | 28,8 | 28,1 | 24,8 | 20,1 | 14,1 | 10,8 | 19    |
| Précipitations (mm)               | 49,7 | 56,7 | 47,5 | 52,7  | 46,9 | 32,2 | 18,9 | 36,7 | 50,3 | 88,6 | 59,3 | 54,1 | 593,8 |
| Humidité relative (%)             | 75   | 73   | 68   | 67    | 67   | 65   | 61   | 64   | 72   | 76   | 77   | 77   | 70    |

### Flore et faune

#### Faune

##### Rapaces
De nombreuses espèces animales nichent dans les Alpilles et peuvent aléatoirement être observées sur le territoire de la commune de Maussane. La plus réputée est l'aigle de Bonelli, espèce protégée, comme le vautour percnoptère, le faucon crécerellette et le hibou grand-duc.

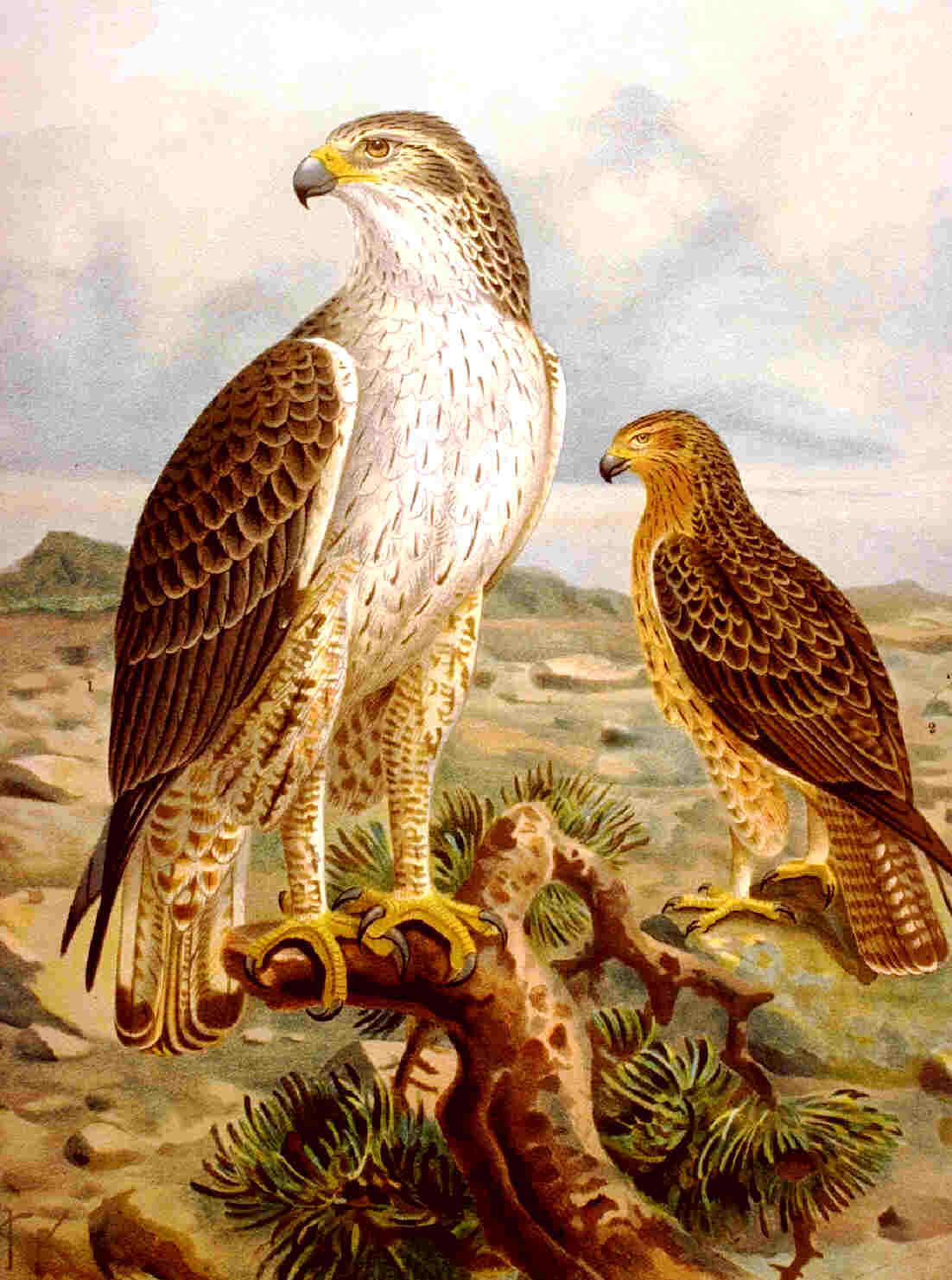
Aigle de Bonelli.
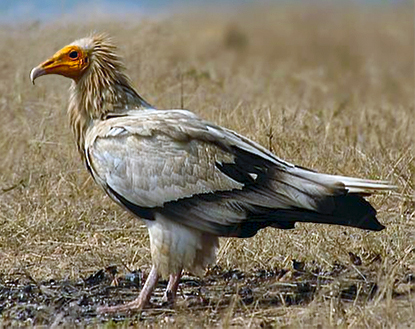
Vautour percnoptère.
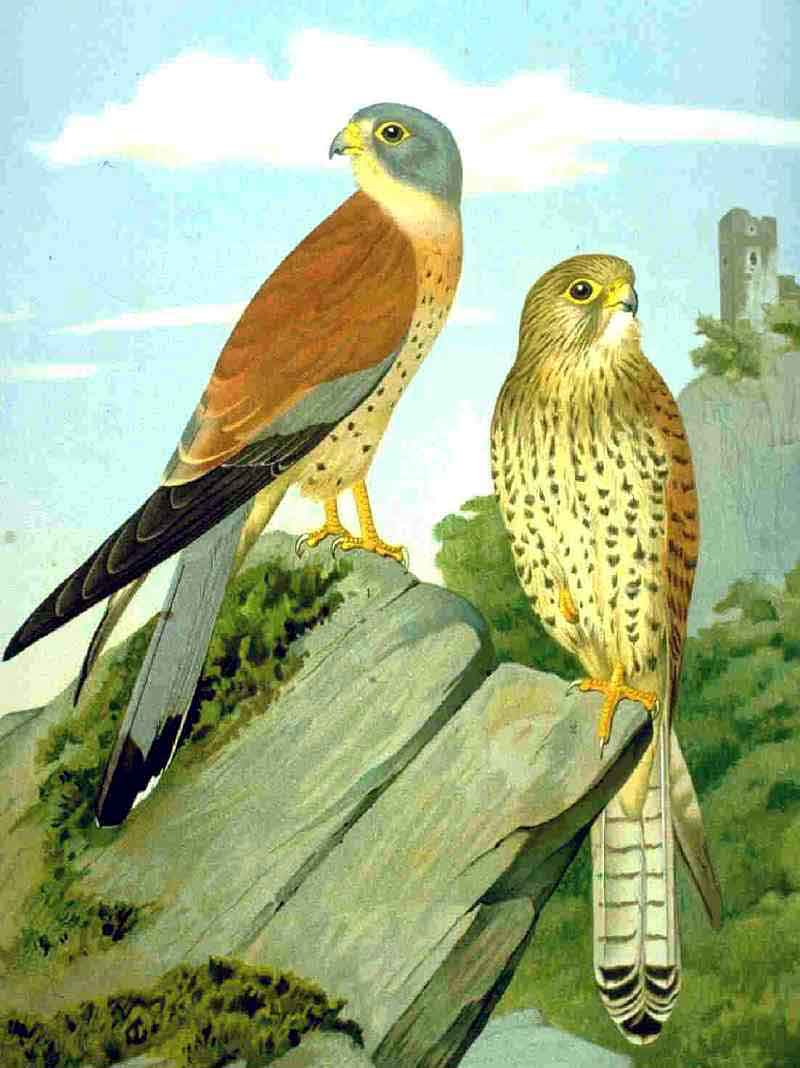
Faucon crécerellette.
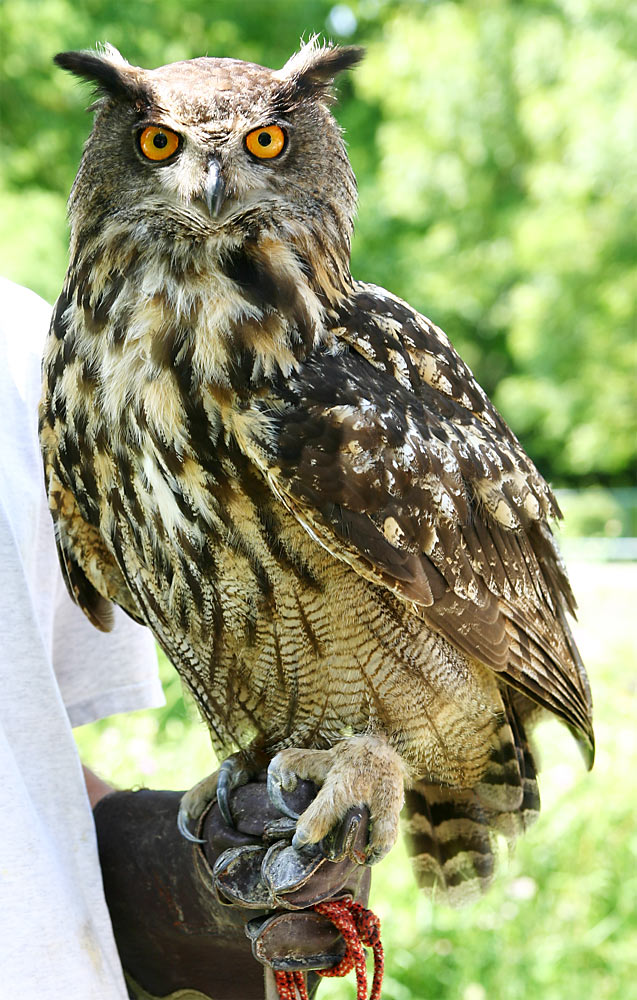
Hibou grand-duc.

##### Reptiles
Les rochers arides abritent une espèce de lézard emblématique des Alpilles, le lézard ocellé, qui peut atteindre jusqu'à 70 centimètres de longueur, animal lui aussi considéré comme menacé et protégé et dont le nombre a considérablement diminué ces dernières années.
De nombreuses couleuvres nichent dans les rochers des Alpilles. La vipère est inconnue à Maussane. On se trouve exclusivement en présence de couleuvres à échelons, de couleuvres de Montpellier, de coronelles girondines et de couleuvres à collier.

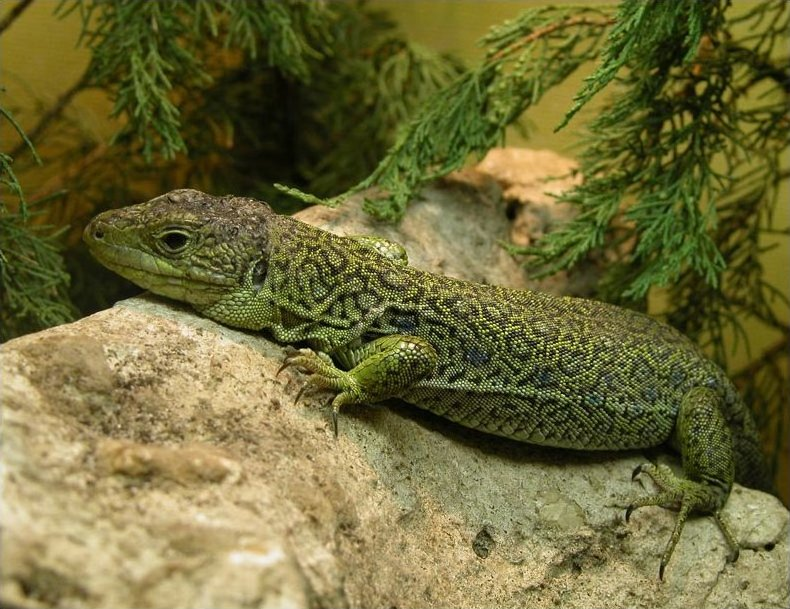
Lézard ocellé.
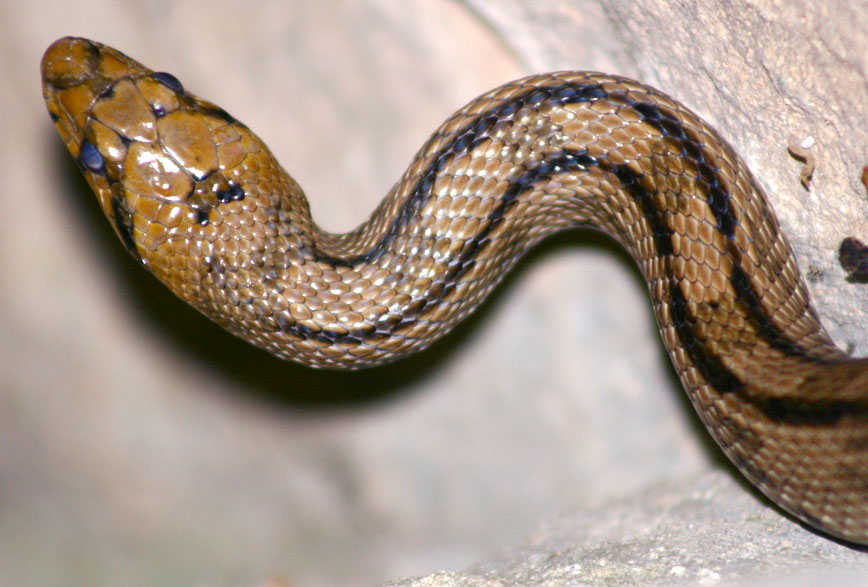
Couleuvre à échelons.
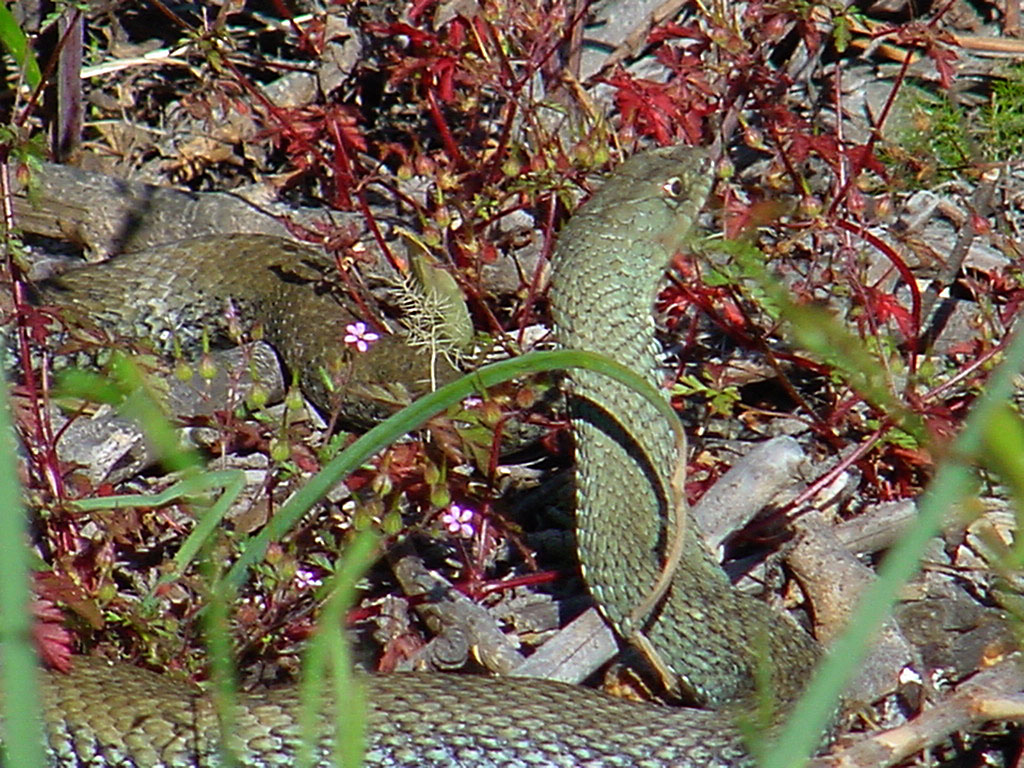
Couleuvre de Montpellier.
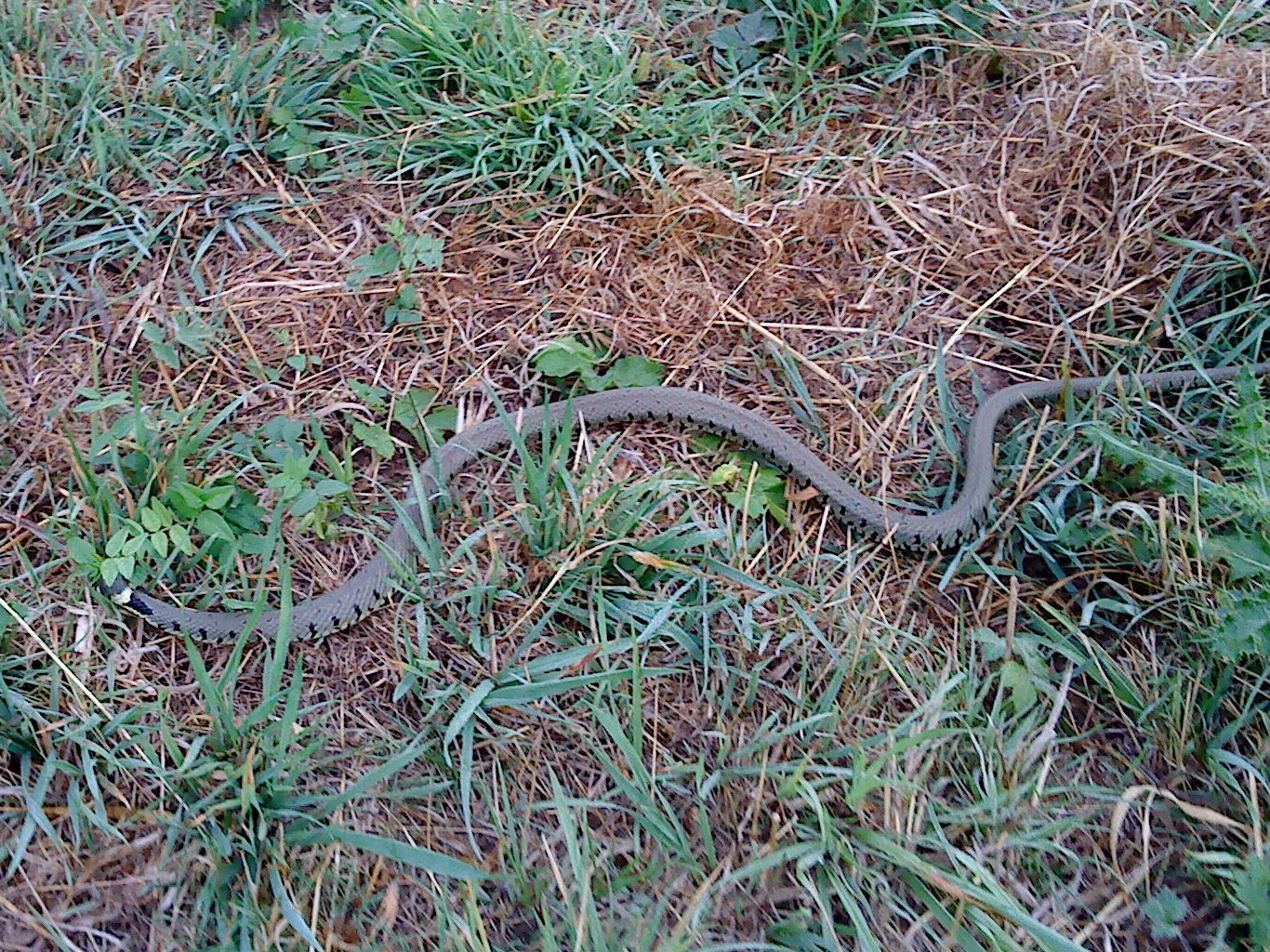
Couleuvre à collier.

##### Espèces chassées

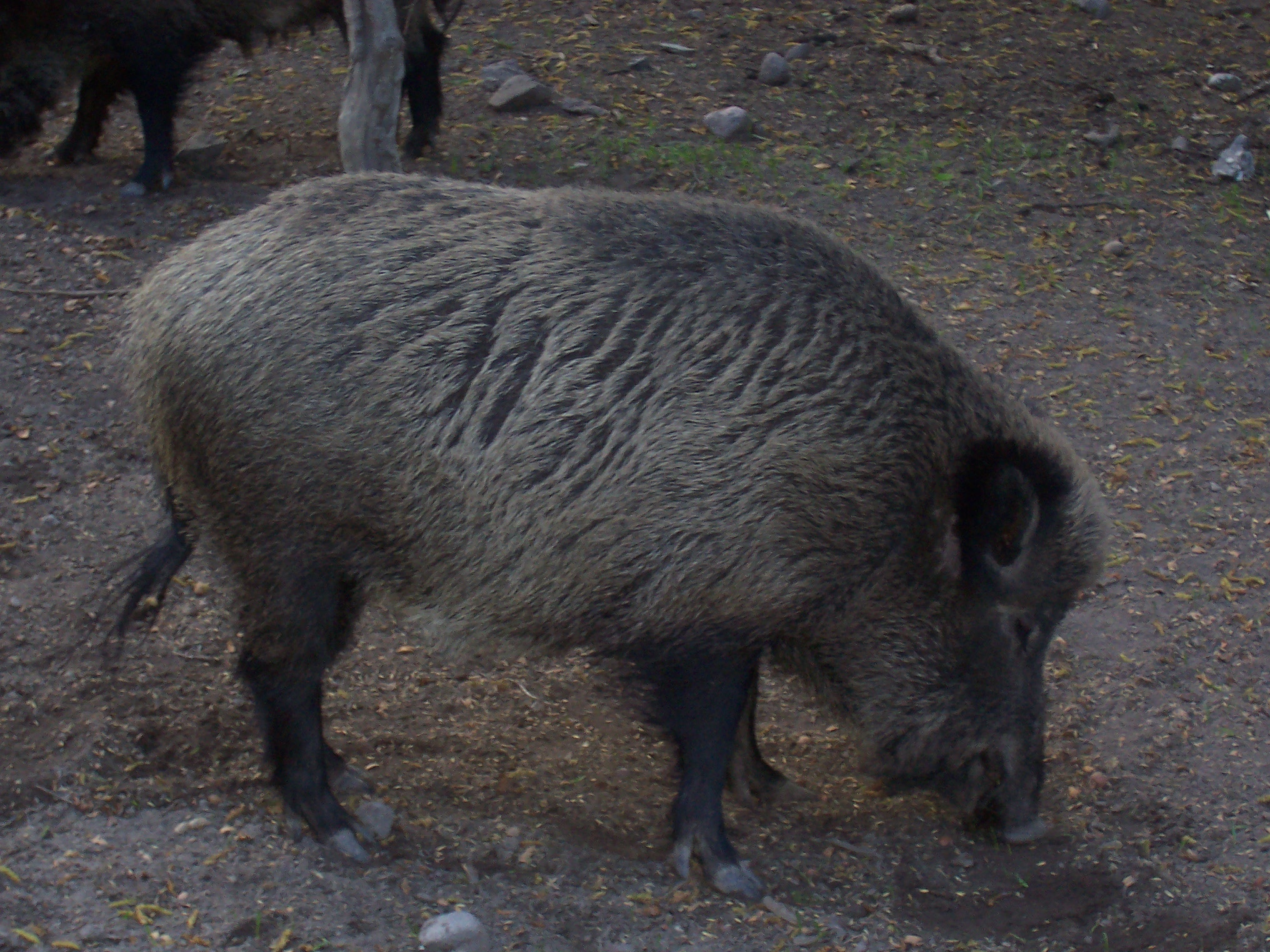
Sanglier.

Le territoire de Maussane, et notamment ses vallons, compte de nombreux mammifères. Le sanglier y abonde, sa population est en progression. Inversement, le nombre de lièvres et de lapins tend à décroître. La raison semble en être l'épidémie de myxomatose de 1953 qui a causé des ravages dans la population et, depuis la fin du XXe siècle, le VHD viral qui provoque la diminution de l'espèce. La raréfaction des rongeurs pourrait poser problème à terme pour la survie des espèces de rapaces qui s'en nourrissent.

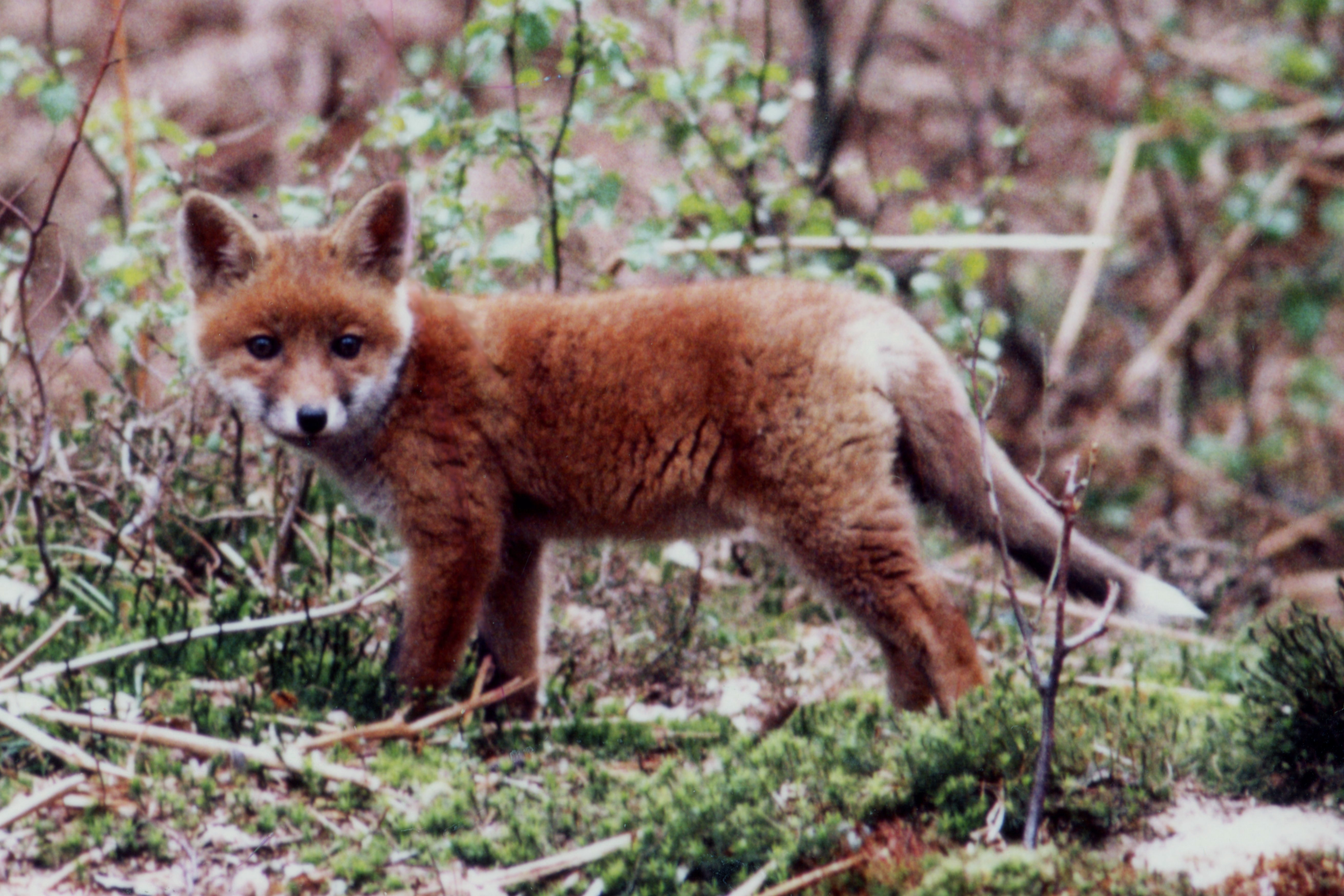
Renardeau.

##### Autres espèces animales
On ne peut évoquer la faune de Maussane sans citer des espèces telles que le renard, le blaireau européen, la fouine, ou encore le campagnol ou la musaraigne. Quantité de chauves-souris y nichent.

#### Flore
La flore maussanaise est, pour l'essentiel, xérique et méditerranéenne. Le botaniste Bernard Girerd y a dénombré 800 espèces végétales en 1992.
Hormis l'olivier, caractéristique du paysage maussanais, on note la présence de micocouliers, de chênes kermès de petite taille, d'amélanchiers.
Des espèces végétales protégées, comme la nivéole d’été (Leucojum aestivum) ou l'hélianthème à feuilles de Marum (Helianthemum lavandulaefolium), s'y rencontrent au fond des vallons.

## Urbanisme

### Typologie
Au 1er janvier 2024, Maussane-les-Alpilles est catégorisée bourg rural, selon la nouvelle grille communale de densité à sept niveaux définie par l'Insee en 2022.
Elle appartient à l'unité urbaine de Maussane-les-Alpilles, une agglomération intra-départementale regroupant deux  communes, dont elle est ville-centre,,. La commune est en outre hors attraction des villes,.

### Morphologie de l'habitat

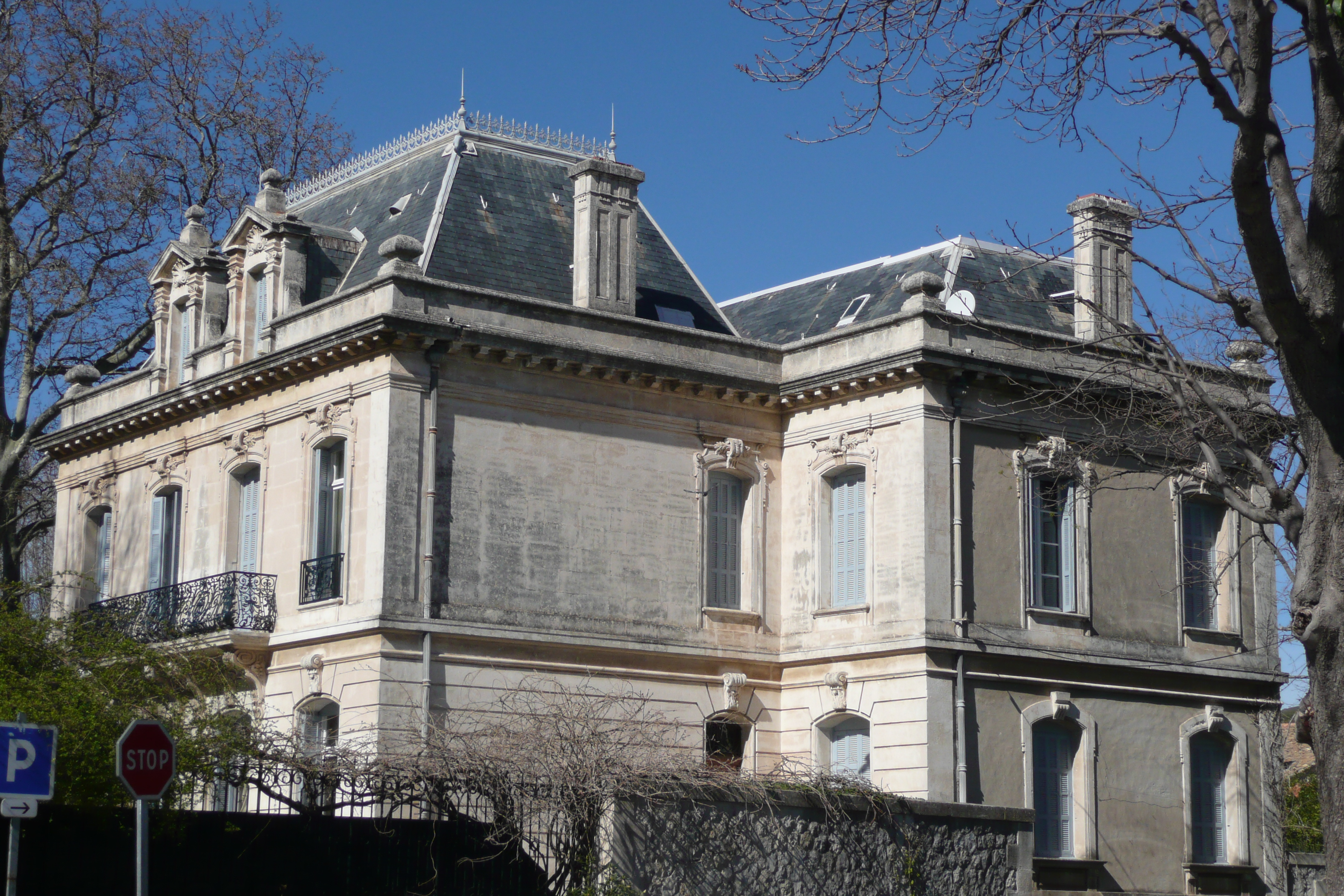
Le château Querry.

Maussane se présente comme un village provençal typique, rassemblant une population essentiellement rurale mais présentant, par l'éventail des services qu'il propose, les aspects d'une petite ville. L'agglomération s'étend le long de la D 17 (avenue de la Vallée-des-Baux) et se concentre principalement autour de la place de l'église, dénommée place Laugier-de-Monblan. Le long de la D 17, une rangée de platanes se dresse devant la ligne de façade des maisons. La zone historique du village, au sud de la D 17 et quelques rues au nord, s'orientent autour de la place, centre de vie.
La construction des maisons maussanaises est répandue en Provence : des chaînes d'angle en pierre finissent les murs de pierre maçonnés. Les toits sont ornés de tuiles romanes, sans aucun rapport avec l'habitat traditionnel de Crau ou de Camargue, pourtant très proches géographiquement.
En revanche, Maussane a la particularité de posséder quelques maisons d'ordinaire typiques du pays salonais, au toit en ardoise. Le château Querry en est le principal exemple. Ce château, construit en 1902, doit son nom à Jacques Querry (Salon-de-Provence, 1835- Maussane, 1914), fils d'un marchand d'huile de Salon, qui fit fortune dans le traitement des huiles. Sa construction est conforme au style 1900, demeures imposantes mais indifférenciées.

### Occupation des sols
L'occupation des sols de la commune, telle qu'elle ressort de la base de données européenne d’occupation biophysique des sols Corine Land Cover (CLC), est marquée par l'importance des territoires agricoles (54,2 % en 2018), en diminution par rapport à 1990 (55,9 %). La répartition détaillée en 2018 est la suivante : 
milieux à végétation arbustive et/ou herbacée (34,7 %), zones agricoles hétérogènes (22 %), terres arables (15,7 %), cultures permanentes (12,9 %), zones urbanisées (4,3 %), prairies (3,6 %), espaces ouverts, sans ou avec peu de végétation (2,3 %), forêts (2 %), zones humides intérieures (1,5 %), zones industrielles ou commerciales et réseaux de communication (0,9 %). L'évolution de l’occupation des sols de la commune et de ses infrastructures peut être observée sur les différentes représentations cartographiques du territoire : la carte de Cassini (XVIIIe siècle), la carte d'état-major (1820-1866) et les cartes ou photos aériennes de l'IGN pour la période actuelle (1950 à aujourd'hui).

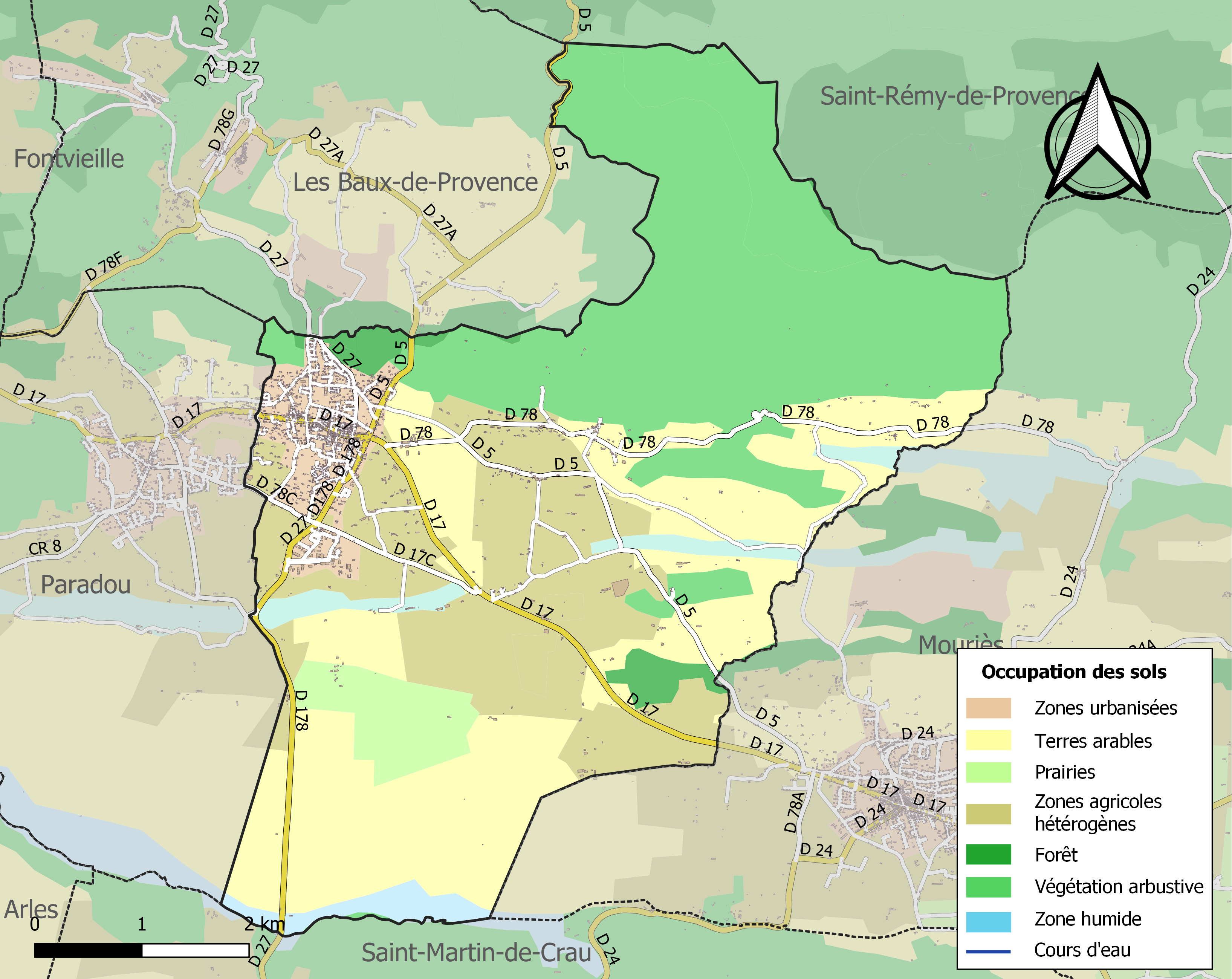
Carte des infrastructures et de l'occupation des sols de la commune en 2018 (CLC).

### Voies de communication et transports

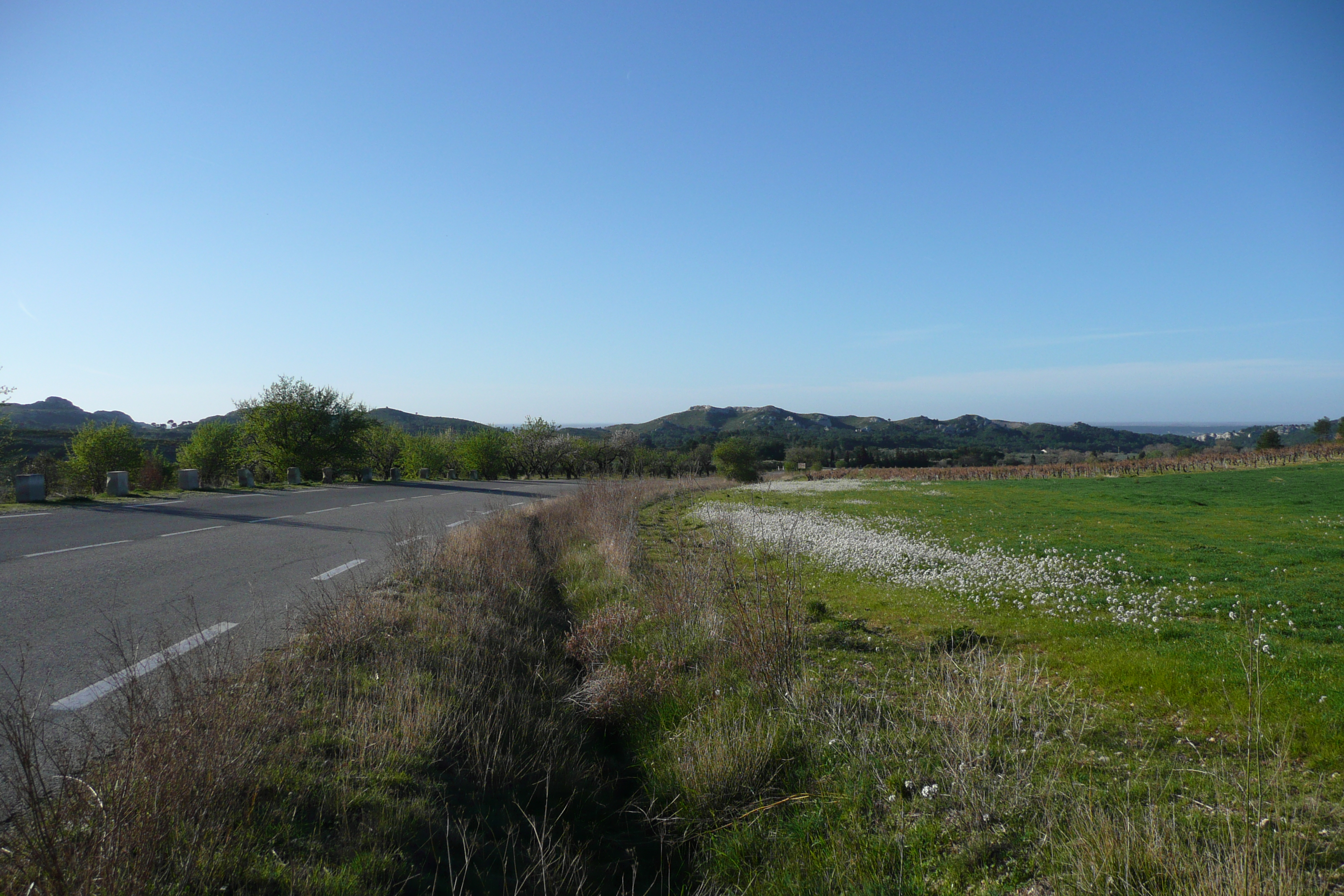
La départementale 17 à l'approche de Maussane.

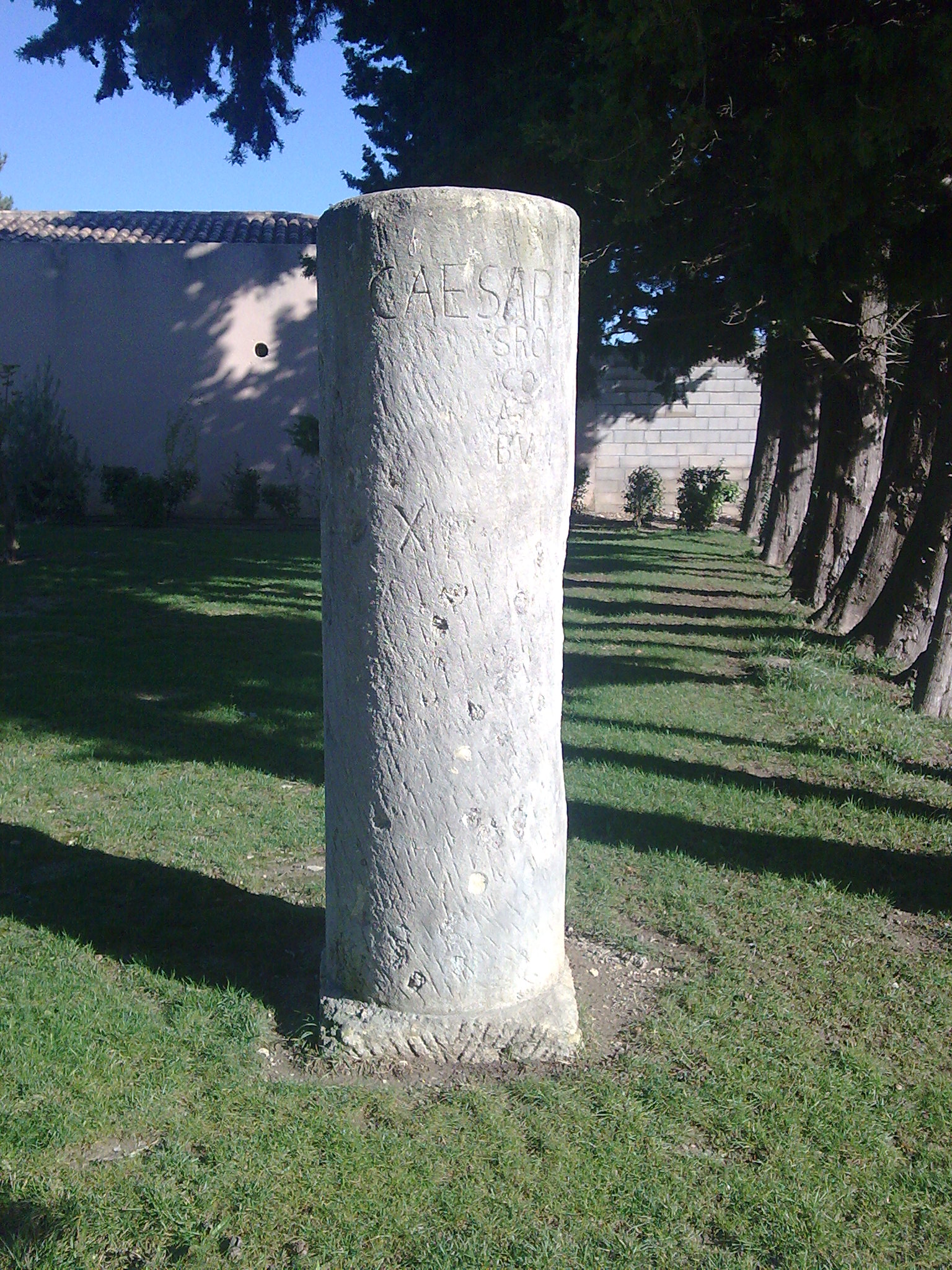
Réplique de la borne milliaire dédiée à l'empereur Auguste et trouvée au mas de Sabran. Parc André-Blanc (espace Agora Alpilles).

Le village est traversé d'est en ouest par la D 17, reliant Salon-de-Provence à Arles. D'autres voies de moindre importance viennent s'y croiser, telle la D 27, depuis Saint-Martin-de-Crau, au sud, et la D 5 qui relie Graveson à Maussane, par le nord.
La carte de Cassini indique uniquement la présence de la voie desservant Fontvieille, Paradou, Maussane et Mouriès, par le sud des Alpilles (D 17C). Les voies traversant les Alpilles, et reliant par exemple Maussane aux Baux ou à Saint-Rémy, existaient depuis l'Antiquité, mais n'ont réellement connu de véritables aménagements qu'après le XVIIIe siècle. Il s'agissait précédemment de simples chemins muletiers, peu praticables par mauvais temps. Le chemin des Baux ne correspondait pas à l'actuelle D 5, mais plutôt à la D 27 qui, du quartier de la Remise, puis par Manville, atteignait les Baux par l'ouest.
L'examen d'une carte IGN laisse voir la présence de nombreux itinéraires de randonnées qui sont, pour la plupart, des chemins charretiers hérités des siècles passés.

#### La voie Aurélienne et ses bornes milliaires
Au sud du village, le tracé antique de la voie Aurélienne se retrouve sur la D 17C et sa continuité, la D 78C. Des bornes milliaires, découvertes sur son tracé, confirment la présence de cette ancienne voie qui assurait le trajet entre Salon-de-Provence et Arles, en évitant la Crau pour privilégier le piémont des Alpilles, plus fertile et moins aride.

#### Passé ferroviaire
Maussane a possédé une gare, située sur la ligne d'Arles à Salon-de-Provence ouverte le 28 avril 1887. Outre le déplacement de voyageurs, elle servait principalement au transport de marchandises, grâce aux carrières de pierres de taille et de bauxite environnantes. Elle ferme son trafic voyageur en 1933 et marchandise en 1947 (sur la section Fontvieille - Salon), date à laquelle elle est déferrée et abandonnée.
Le bâtiment voyageur abrite aujourd'hui la salle Jean Favier, construite en extension. D'ouest en est, la voie a été effacée au profit du chemin Vieux Maussane, de l'avenue des Alpilles et de la D 17,.

## Toponymie
La première citation de Maussane sur un texte ancien remonterait à 1069 dans lequel est évoquée une « villa nomine Mamuciana », située « in comitatu Arelatense » (« une villa nommée Mamuciana, dans le voisinage d'Arles »). Le nom se rapproche du terme « Maussane », mais on ne saurait être certain qu'il s'agisse bien là d'une allusion certaine à Maussane-les-Alpilles. Si ce n'est pas le cas, la première « véritable » citation du nom du village se retrouve dans un texte de 1186 citant « Malmussana ». On trouve aussi la forme « Malmisana » au début du XIIIe siècle. Par la suite, des formes dérivées apparaissent : « villa de Mamuzana » en 1206 et « Malsana » en 1420.
Selon certains, le nom moderne « Maussane » dériverait du provençal mausano (« malsaine »), en référence aux marais qui s'étendaient sur le territoire de la commune jusqu'à la fin du XIXe siècle. Cette hypothèse est toutefois battue en brèche par l'étymologie même du nom Maussane et de ses formes médiévales.
L'origine la plus probable du nom Maussane est donc certainement tirée de la forme villa Mamuciana, ou villa Manuciana, « appartenant à Manucius », du nom d'un propriétaire terrien. La forme provençale est Maussano lis Aupiho.

## Histoire

### Préhistoire et protohistoire
Des traces de présence humaine sont attestées sur le territoire de Maussane depuis au moins le Néolithique. Au hameau des Calans, à l'est du village, les déblais d'une bergerie ont révélé une statuette représentant une déesse-mère. Il n'est pas exclu toutefois que celle-ci provienne d'un autre site et ait été apportée ultérieurement sur le site de sa découverte.

#### Les sites de la Pène

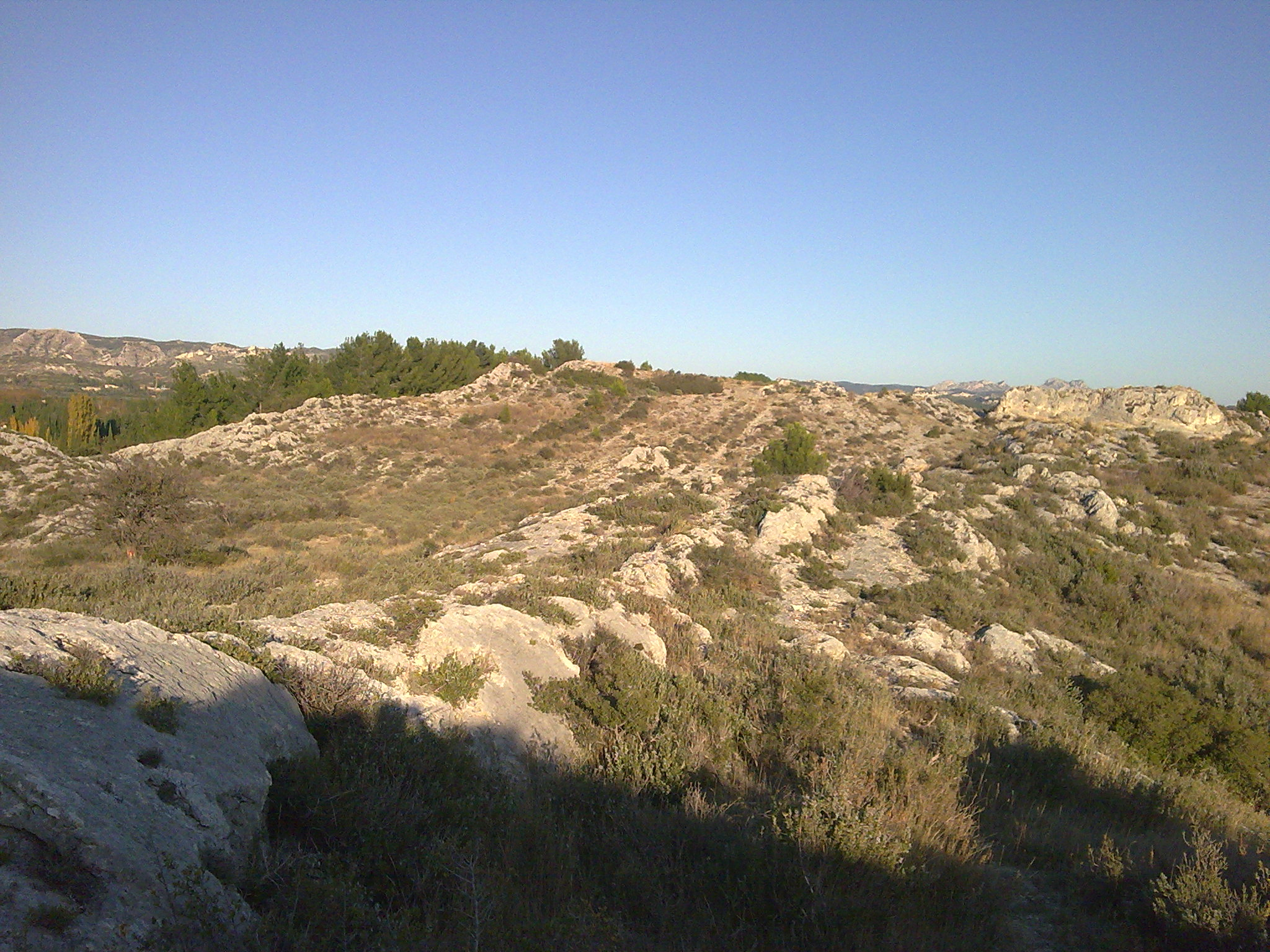
Le chaînon de la Pène au sud de Maussane.

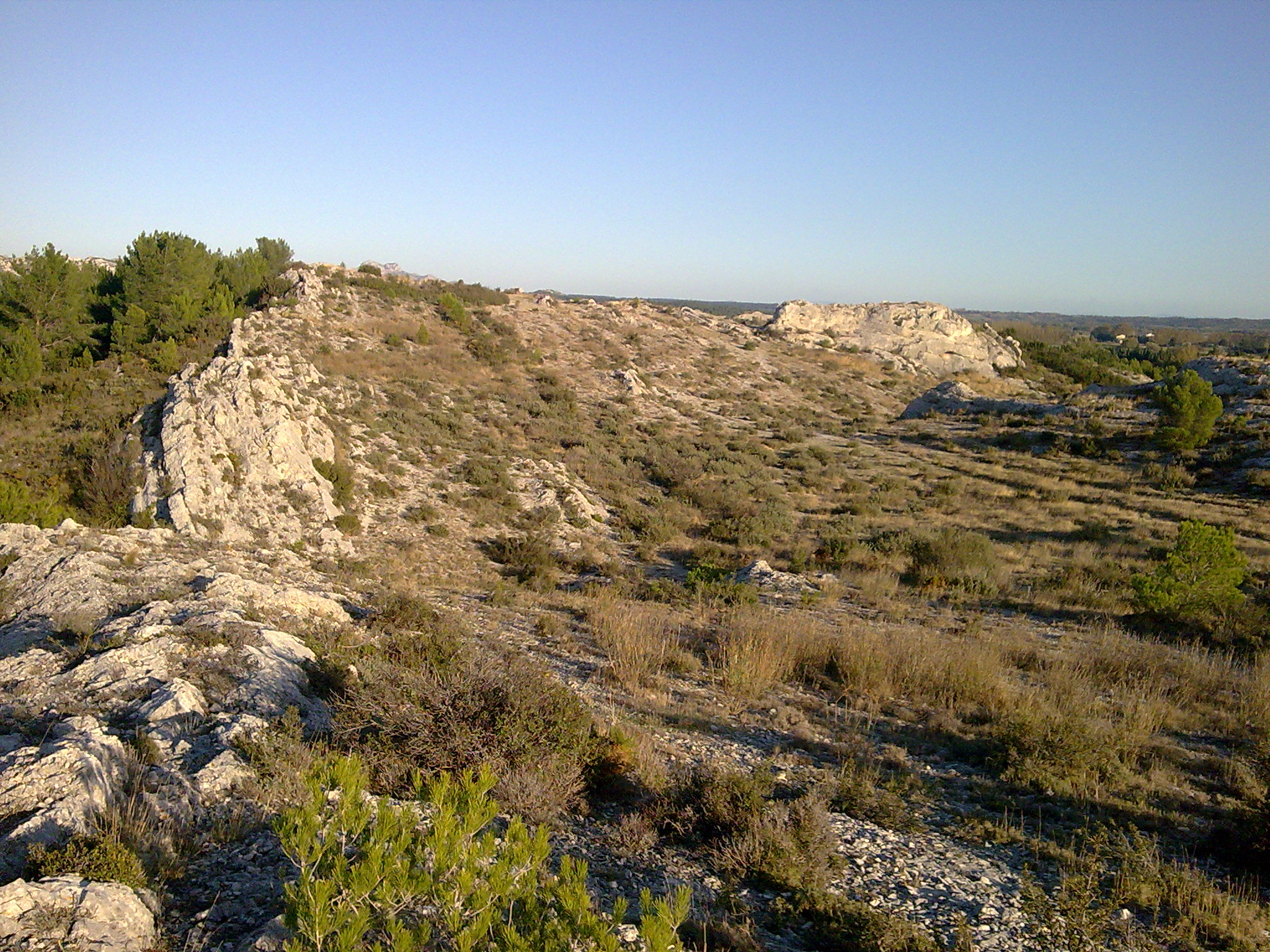
Autre vue de la Pène depuis son sommet.

C'est surtout aux abords du chainon rocheux de la Pène, au sud de Maussane, qu'ont été faites la majeure partie des découvertes concernant la Préhistoire. Du fait de sa situation, offrant une exposition au sud et surmontant les anciens marais des Baux, abondant en poissons et au sol fertile, ce site offre toutes les conditions pour permettre l'installation de groupes humains.
Un site du Chalcolithique ou du Néolithique final a été mis au jour sur la chaîne de la Pène, au lieu-dit le Touret de Roquerousse. Des céramiques de très mauvaises qualité y ont été découvertes, prouvant que les anciens marais des Baux étaient une zone peuplée dès les temps les plus reculés.
Au lieu-dit Saint-Jean, à la Pène, des traces de labour profonds et les vestiges de deux cabanes des IIe et IIIe siècles ont été découverts par l'archéologue Otello Badan.
Au Touret de l'Isle, un habitat du Ier siècle av. J.-C. a été découvert, accompagné de céramiques et d'amphores italiques et gauloises. Non loin, au Deven, une dizaine de cabanes aux murs en pierre sèche ont été signalées. Des céramiques massaliètes y ont été trouvées.

#### Peuplement gaulois
L'historien grec Strabon atteste que les populations gauloises installées dans les Alpilles sont connues sous le nom de Salyens. Ce peuple fonde à proximité de Maussane des agglomérations : Arelate, Ernaginon (Saint-Gabriel, aujourd'hui incorporée à Saint-Étienne-du-Grès), Tericiae (Mouriès), et surtout Glanum, ou plutôt Glanon de son nom gaulois, importante ville située à seulement 8 kilomètres au nord de Maussane. Dès lors, les échanges entre ses agglomérations étant attestés, il semble certain que le territoire de Maussane comptait une population salyenne de quelque importance.
La chaîne des Alpilles marque la frontière nord des tribus indigènes que constituaient les Nearchi d'Ernaginum et les Anatilii du nord de la Crau. Les découvertes archéologiques faites ces dernières années montrent que ces populations étaient constituées majoritairement de bergers et d'agriculteurs.

#### Oppidum du Castellas

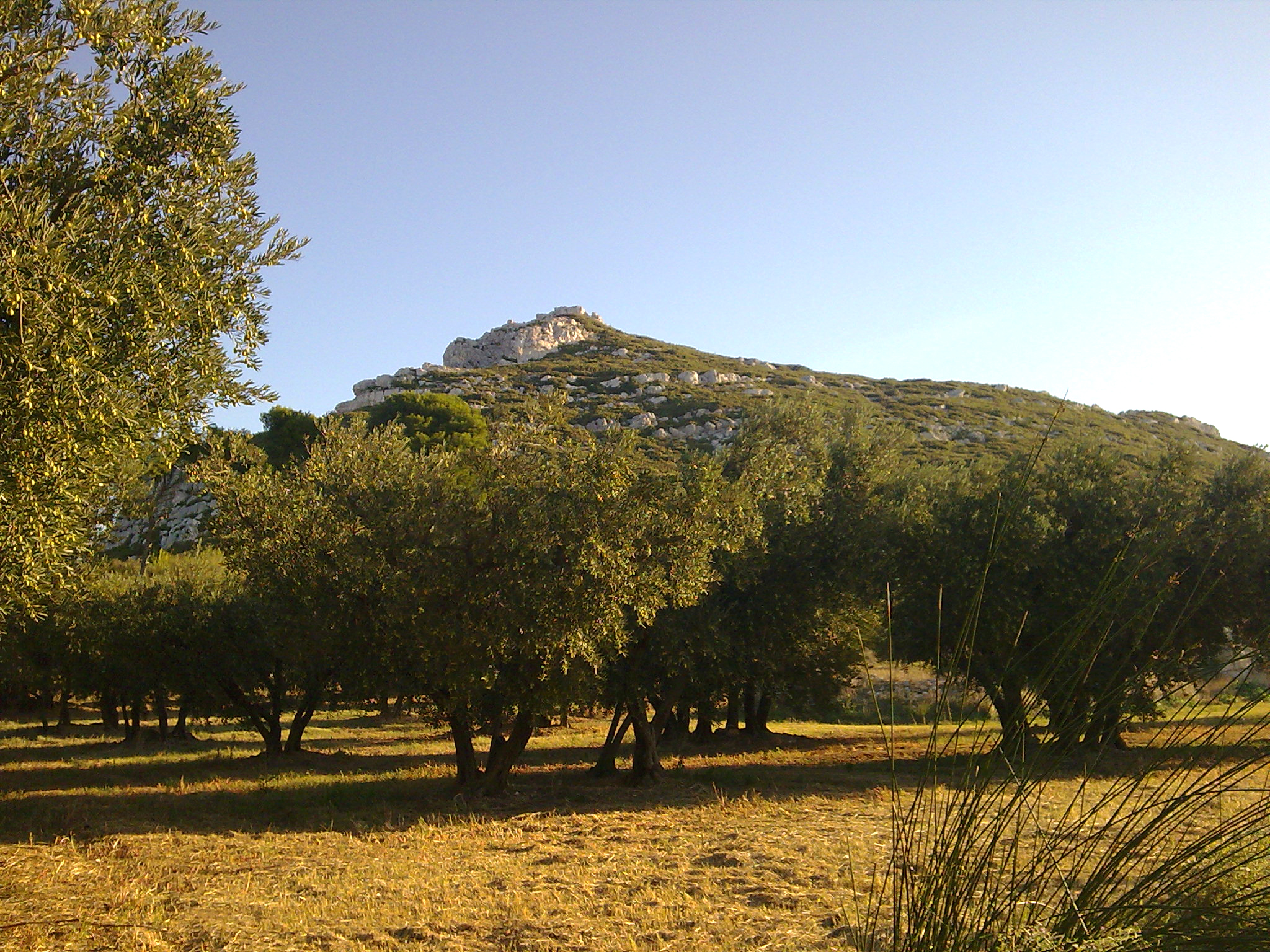
La colline du Castellas dominant un champ d'oliviers. Vue du sud.

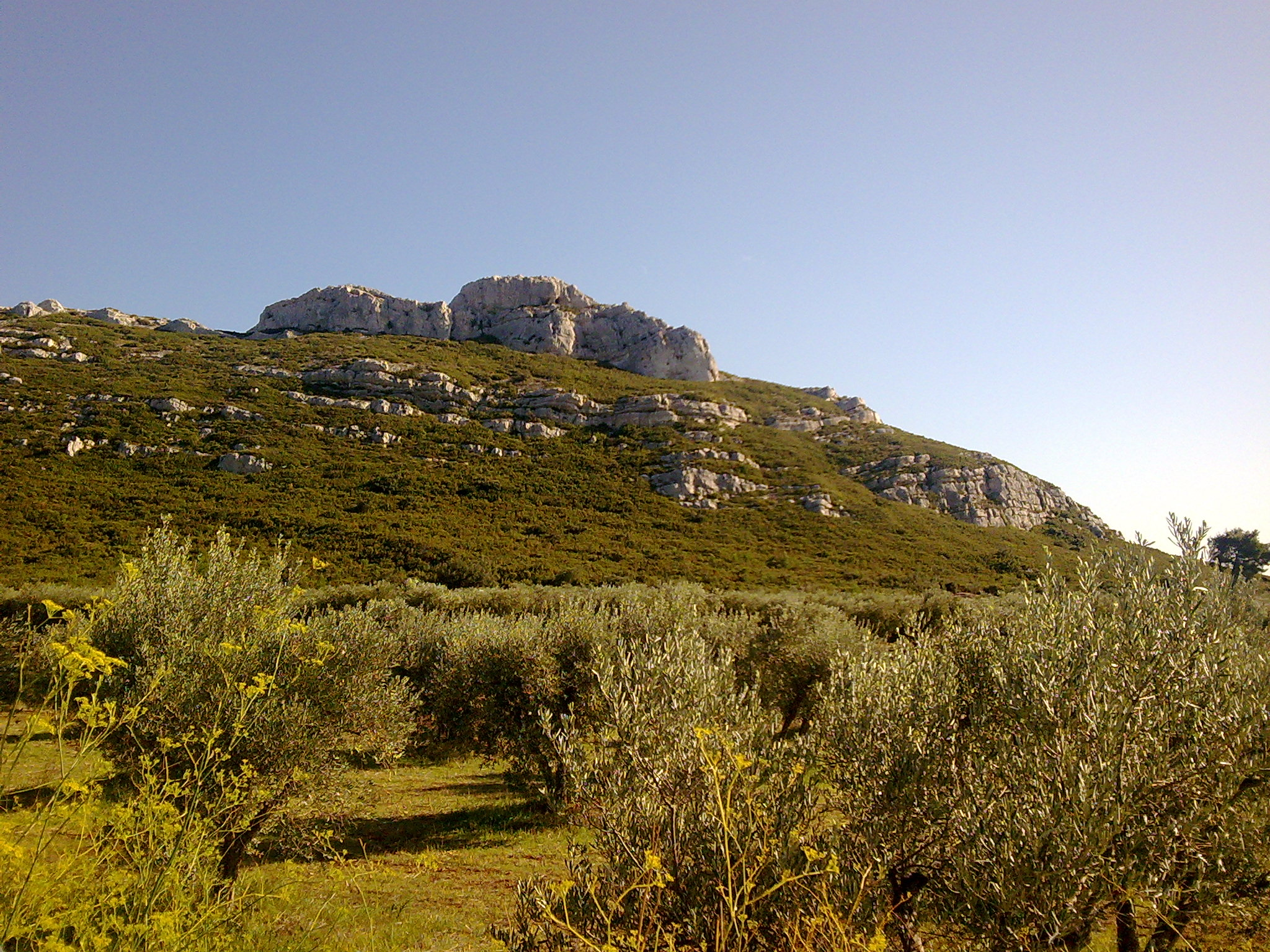
Le Castellas vu du nord.

L'oppidum du Castellas, près du mas de Verassy, a été décrit par des auteurs grecs et romains qui attestent de son peuplement à la fin de la préhistoire. Ce site se situe au commencement du chemin des Plaines-Marguerite. Son altitude maximale se situe à 121 mètres, mais sur sa pente méridionale, à une altitude de 55 mètres, on note la présence de constructions gallo-romaines et notamment des restes d'une salle dallée avec un foyer et des bases de colonnes. Cette salle pourrait être une cour. Selon H. Tréziny, il pourrait s'agir d'un édifice public, comme un lieu de culte, lié à l'oppidum. Une inscription votive y a été mise au jour.
Des pièces (oboles de Marseille de diverses formes, bronzes des Arécomiques) ont été découvertes sur le site avant 1960.
Un chemin protohistorique de pied de côte relie le site aux autres oppida de la région : les Caisses de Jean-Jean (Mouriès), le Castelas (Aureille), Lamanon. Ce chemin passe plus au nord que la voie Aurélienne, plus tardive. Lors de la seconde partie du premier âge du Fer (VIIe – VIe siècles av. J.-C.), la population se sédentarise et se met à construire en dur. Le castrum se structure à la manière d'un village avec ses rues et ses maisons adossées. Le processus d'installation permanente est à mettre en parallèle avec l'intensification des échanges économiques avec les commerçants méditerranéens. En échange de produits de luxe, les habitants des Alpilles produisent des céréales et passent d'une état d'autarcie à une véritable économie d'échange.
Le site du Castellas est créé à la fin de l'âge du Fer après une longue période de désertification du sud des Alpilles, alors que les populations rurales émigraient vers l'opulent comptoir grec d'Arles. Contemporains du Castellas, les sites de Glanum et d'Ernaginum sont en pleine expansion. Le Castellas ne semble toutefois pas avoir bénéficié d'une population aussi nombreuse. Il s'agit d'un habitat en dur qui se distingue de l'habitat préhistorique en matériaux légers. En revanche, et malgré le nom du site, aucun trace de château (ou castellas en provençal) n'a été trouvée, même s'il semble que le Maussane protohistorique se trouvait bien là.
Alors que la romanisation est en route, les populations désertent la plupart des oppida, dont le Castellas, et émigrent vers les villae, provoquant du coup l'abandon définitif de ce site élevé.

### Antiquité
L'arrivée de la civilisation gallo-romaine fait sortir Maussane et l'ensemble des Alpilles de la protohistoire. Les vestiges de cette civilisation sont plus nombreux à Maussane.

#### L'aqueduc de Maussane à Arles

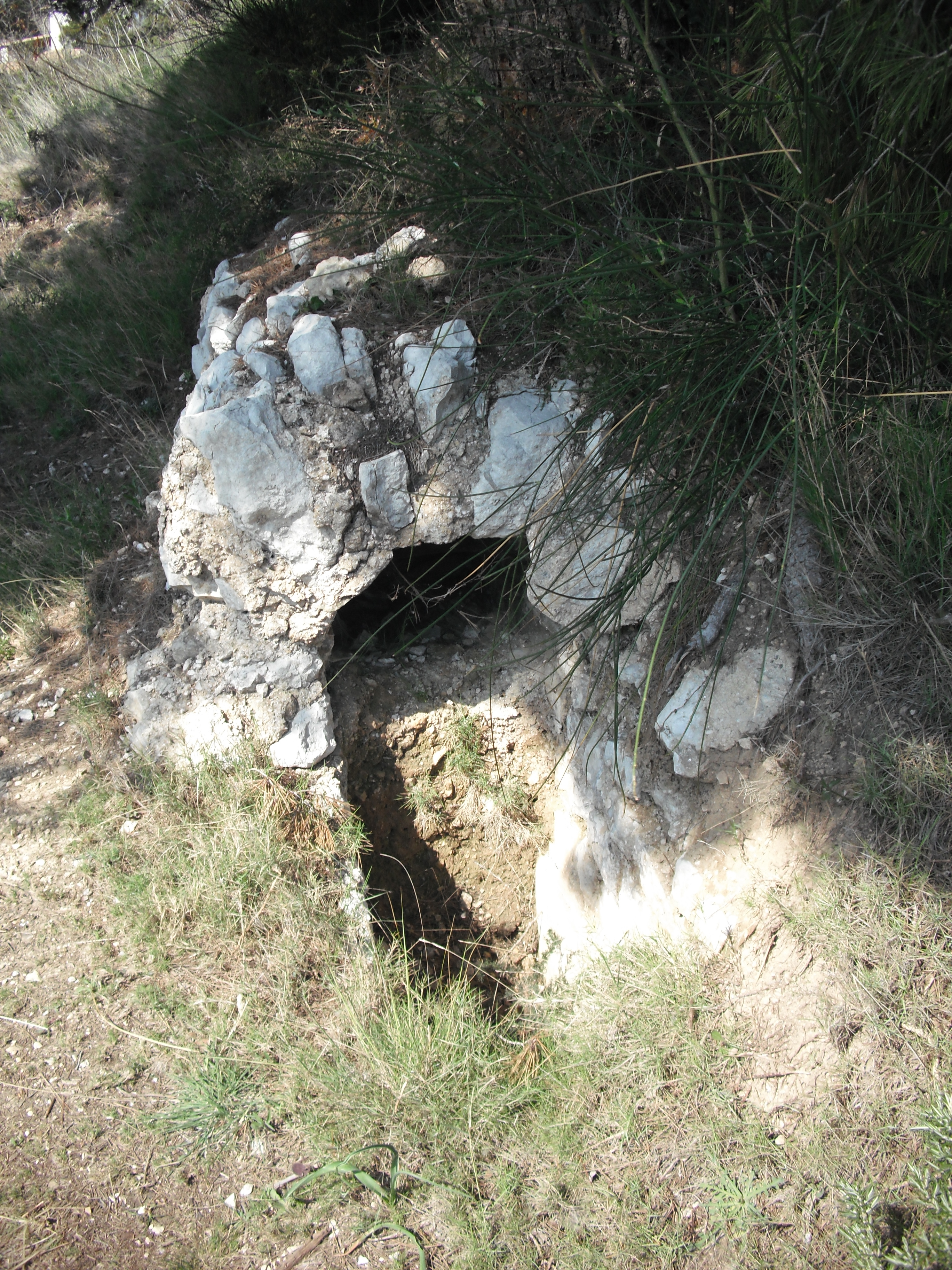
Vestige d'aqueduc souterrain romain aux rochers d'Entreconque, commune de Maussane-les-Alpilles.

Deux aqueducs ont été construits dans les Alpilles à l'époque romaine pour alimenter en eau la ville d'Arles : l'un passe par le nord des Alpilles Saint-Remy (nord de Glanum) et Ernaginum et redescend vers Arles via Pont-de-Crau, tandis que l'autre commence son cours aux rochers d'Entreconque, à Maussane, et rejoint l'aqueduc du nord à Barbegal. Un troisième aqueduc alimentait la ville de Glanum.
L'aqueduc de Maussane, aussi dénommé aqueduc de Caparon, traversait les communes de Maussane et de Paradou. On pense qu'il captait ses eaux à la petite source du vallon de Manville et que la conduite était canalisée au moyen de porte-eaux. Des vestiges ont d'ailleurs été découverts sous le moulin de Manville et l'on pense qu'il a été construit sur l'aqueduc. Un autre aqueduc le rejoignait à Paradou, dont la source est formellement identifiée : ses eaux provenaient de l'Arcoule, au lieu-dit La Burlande. Aux rochers de la Pène a été découvert un bassin de régulation des eaux de l'aqueduc possédant trois ouvertures qui donnaient sur autant de canaux.
L. de Boisseson a recensé neuf points de passage de l'aqueduc, pour l'essentiel au quartier de Flandrin. On peut aussi observer, dans la cave d'une maison de ce quartier, la voûte de la canalisation romaine. Plus loin, au quartier de la Remise, des moellons du piédroit gauche sont visibles. Selon L. de Boisseson toujours, une ligne sombre repérée à l'aide de photographies aériennes pourrait signaler le passage de l'aqueduc au quartier du mas de Mérigot.

#### Le village à l'époque gallo-romaine

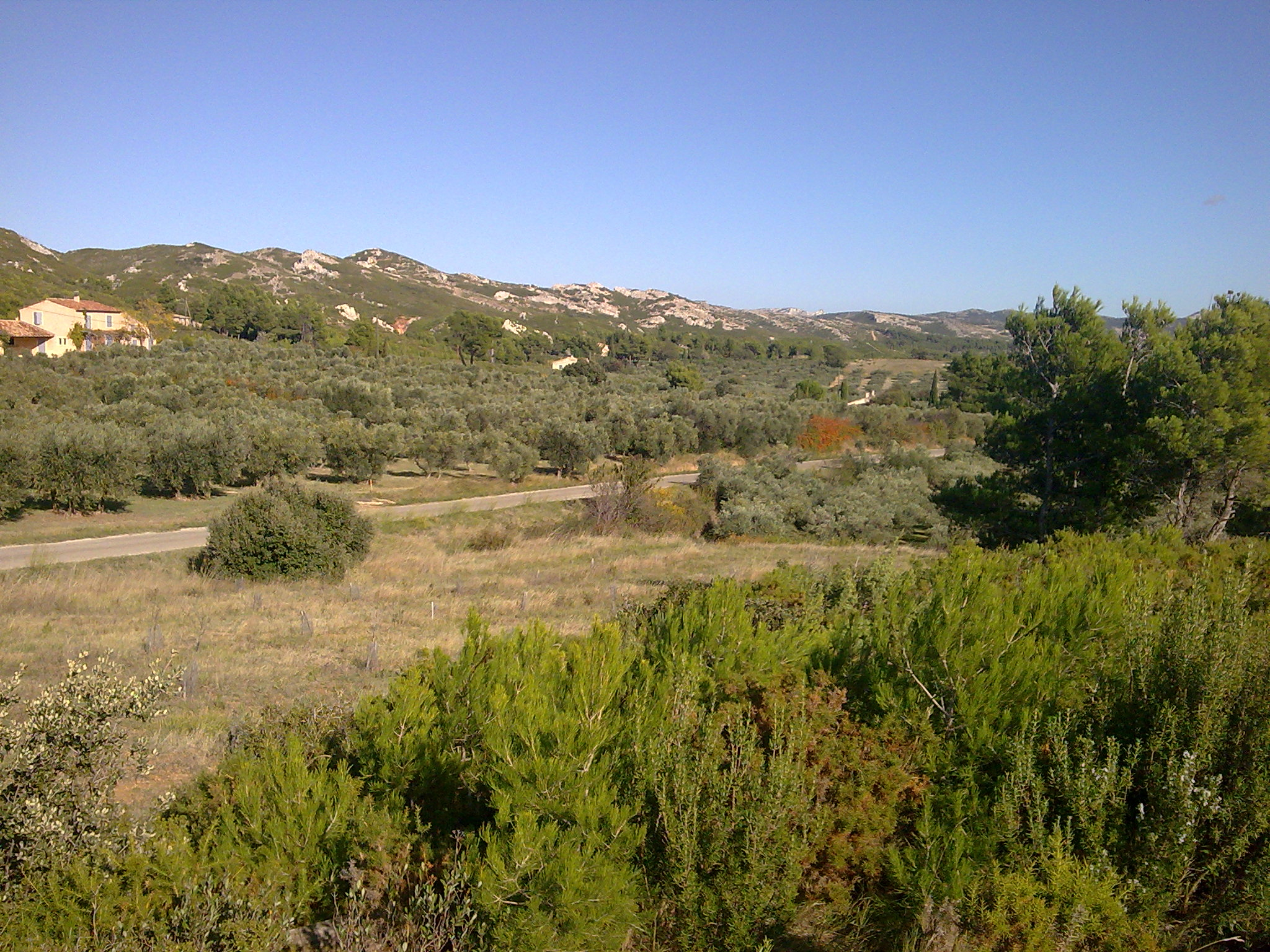
Quartier des Fléchons.

Contrairement à de nombreux villages de Provence, Maussane ne doit pas son plan à l'antiquité romaine. Il ne semble pas y avoir eu de bourg organisé. En revanche, de nombreuses villae y ont été construites sporadiquement. Ainsi, une de ces villae a été découverte à l'ouest du quartier des Fléchons. Divers objets accompagnaient cette découverte : de la sigillée du sud de la Gaule, des fragments d'amphores gauloise et africaine, des tuiles dans les murs et les champs. Le site du château de Monblan, sans doute habité depuis le IIe siècle av. J.-C., voire le IIIe siècle av. J.-C., au vu de l'habitat mis au jour avec des fragments de céramique, a livré en 1933-1934 un bloc de pierre contenant une inscription originale : Sex(to) Fa/uonio / Eutyc(h)o (« À Sextius Favonius Eutychus »).
Au quartier de la Remise a été découverte en 1975 une stèle comportant les bustes d'un homme et d'une femme. Malheureusement, cette découverte ne put être photographiée car elle disparut rapidement.
La vie quotidienne des hommes et des femmes qui habitèrent la région ne peut être restituée de manière précise. Selon Fernand Benoit, « une exploitation superficielle antique des minerais de fer des carrières de bauxite » aurait existé au quartier des Trencades, au nord de la colline du Castellas.

### Moyen Âge
Contrairement à beaucoup de villages similaires dans les Alpilles notamment (Aureille, Les Baux, Eyguières,.. ), aucun château n'a été localisé et encore moins retrouvé à Maussane ou son terroir. La colline du Castellas, comme son nom l'indique, aurait pu en posséder un, mais aucune découverte n'a permis d'étayer cette hypothèse. Alors que des auteurs du XIXe siècle évoquent ce château, les archéologues du XXIe siècle se montrent plus prudents pour évoquer l'existence de cette forteresse hypothétique. Une chose est sûre : ce castrum, s'il a existé, ne peut pas avoir été construit à l'emplacement du village actuel, autour duquel se serait développé l'agglomération.

#### Lesvillæmaussanaises (VIe-XIIesiècles)
Les découvertes de villæ maussanaises d'avant l'an mil sont extrêmement erratiques. Tout au plus sait-on que l'actuel mas Saint-Roman abritait une église fréquentée. On en déduit qu'une certaine population s'est développée autour de ce centre religieux, comme des sites fouillés dans le Languedoc voisin et datant de la même époque tendent à le montrer. Mais ces habitats installés en plaine sont d'une défense fragile et ils disparaissent quasiment tous avant le XIIIe siècle. Des castrum vont leur succéder. À Paradou (site des tours de Castillon), aux Baux-de-Provence, mais, semble-t-il, pas à Maussane. Seul village de la vallée des Baux n'ayant laissé aucun vestige d'habitat médiéval fortifié.
Les habitants du lieu sont alors soumis aux puissants seigneurs des Baux.
Au Xe siècle, alors que Pons le Jeune tient la maison des Baux, les habitants des villae de Maussane vont à l'office religieux en l'église de Paradou, alors dénommée Saint-Martin-de-Félaurie.

#### Les guerres baussenques

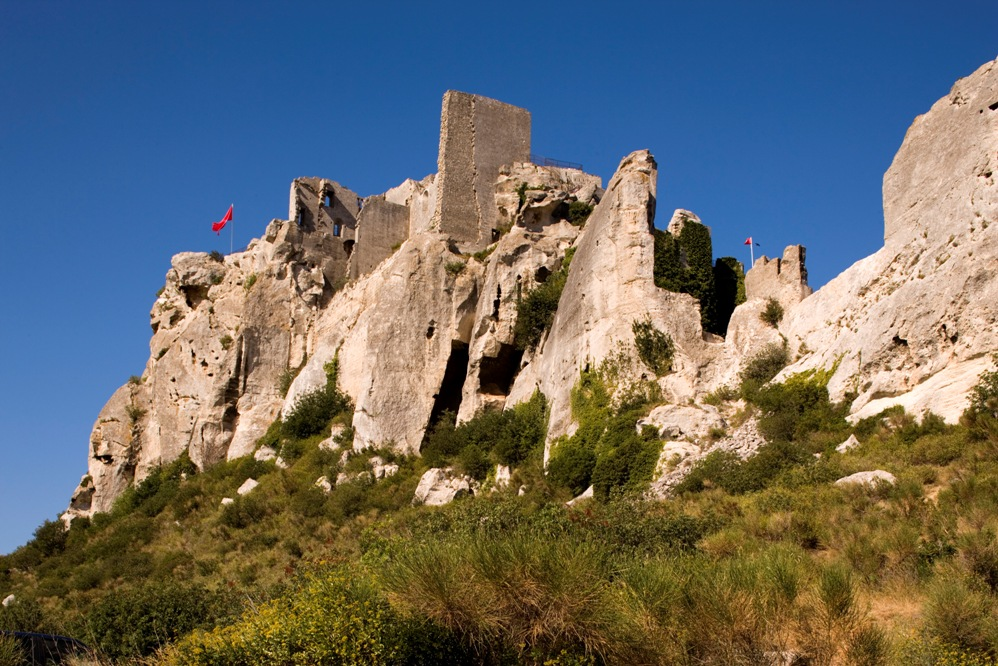
Château des Baux.

Les seigneurs des Baux perdent temporairement une grande partie de leur territoire lors de la guerre de succession de 1156 qui se solda par la prise des Baux, d'Arles et de Trinquetaille par le comte de Barcelone, Raymond Bérenger, mais l'établissement d'un traité permet à Hugues des Baux, de conserver son château, ses pâturages et ses terres de la vallée, incluant Maussane. Mais une nouvelle attaque de Raymond Bérenger en 1161 provoque la prise d'Arles, de Trinquetaille et de trente places fortes de la famille de Baux.
Maussane et les villages de la vallée reviennent dans le giron des Baux après la libération d'Hugues IV des Baux en 1206. Celui-ci s'était révolté contre le comte de Provence, Alphonse II, et avait été arrêté. Mais une intervention de gentilshommes provençaux lui permit de recouvrer la liberté et de récupérer de nombreuses terres, comme en témoigne le traité d'octobre 1206, formulé dans les termes suivants :

« Ildephonse, comte et marquis de Provence, donne en fief à Hugues des Baux et à ses successeurs le château de Mouriès et la villa de Mamuzane avec toutes leurs dépendances et tout ce qu'ils possèdent dans iceux, tant en hommes qu'en terres cultes et incultes, prés, pâtruages, bois, fermages, justice et district ; en outre il en saisine et confirme audit des Baux, tout ce qu'il possède au nom de Barrasse, son épouse, dans la ville de Marseille, le bourg d'Arles et ailleurs, sous la condition de l'hommage et de la fidélité, lui accorde de plus la permission de pouvoir acquérir tout ce qu'il désirera dans le comté de Provence, sous la même condition de l'hommage. »

Mais, très endetté en raison des guerres menées, Hugues doit céder une partie de ses possessions, comme la terre de Villeneuve en Camargue, le château de Montpaon, sur le terroir de l'actuelle Fontvieille, mais conserve les terres baussenques, dont Maussane.

### Temps modernes

#### La Réforme
Les Alpilles abritent une population protestante à partir du XVIe siècle, dans la mouvance de l'affaire des Vaudois. Lors des persécutions anti-protestantes, bon nombre d'habitants des Alpilles se réfugient en Suisse, patrie de Jean Calvin. Les troubles engendrent dénonciations, rivalités et exactions. Selon Jean Crespin, quinze huguenots sont assassinés dans les Alpilles pour la seule année 1562. La minorité protestante a pignon sur rue dans le piémont sud des Alpilles, en témoignent la nomination de huit premiers consuls entre 1559 et 1561 aux Baux-de-Provence. Il faudra tout de même attendra l'édit de Nantes (1598) pour stabiliser la situation et rétablir la paix dans le massif des Alpilles comme dans toute la Provence et la France.

#### La peste sous l'Ancien Régime
Maussane a subi plusieurs épisodes de peste sous l'Ancien Régime : 1587, 1629-1631, 1640, 1654-1656, 1664-1665, et surtout 1720-1721. Auparavant, entre 1476 et 1581, la peste a frappé seize fois. Un bureau de santé se réunit régulièrement entre juillet 1629 et 1630 à Maussane. Son but est de prendre des mesures pour empêcher au maximum l'expansion de l'épidémie avec la création de milices pour agir par la force en cas de besoin.
On ne connaît pas avec précision le nombre des morts de la Grande peste de 1720-1721 à Maussane. Selon Odile Caylux, 1 101 habitants des Alpilles ont été emportés par l'épidémie, dont 938 à Saint-Rémy et 108 à Orgon. Quelques Maussanais ont probablement été du nombre. En témoigne l'érection au cœur du village d'un oratoire dédié à saint Roch, censé protéger les populations de la peste.

#### La paroisse Sainte-Croix
Les habitants de Maussane ont de tout temps été contraints de célébrer le culte catholique en l'église Saint-Martin de Paradou. Cette situation causait de nombreux mécontentements au point de faire des tentatives auprès des autorités religieuses pour obtenir la création d'une paroisse. La première demande remonte au 6 mai 1681 à l'occasion du passage à Paradou de Mgr de Grignan, M. de Laugier de Monblan requiert de celui-ci un vicaire résidant à Maussane et, ce, malgré la vive opposition des habitants de Paradou qui ne veulent pas voir disparaître leur paroisse.
Mais la deuxième demande aura davantage de poids. Le début du XVIIIe siècle voit Maussane dépasser Paradou en nombre d'habitants. La demande de création d'une paroisse apparaît de plus en plus légitime. L'archevêque François de Mailly imagine le transfert de la paroisse Saint-Martin de Paradou vers Maussane. Du reste, la construction d'une église à Maussane est entamée. Malheureusement, l'année 1709 et son terrible hiver interrompent les travaux. Les oliviers gèlent tous, toute l'activité de la vallée des Baux cesse du jour au lendemain. Il faudra attendre les années 1720 pour voir revenir une activité économique suffisante pour faire vivre les habitants.

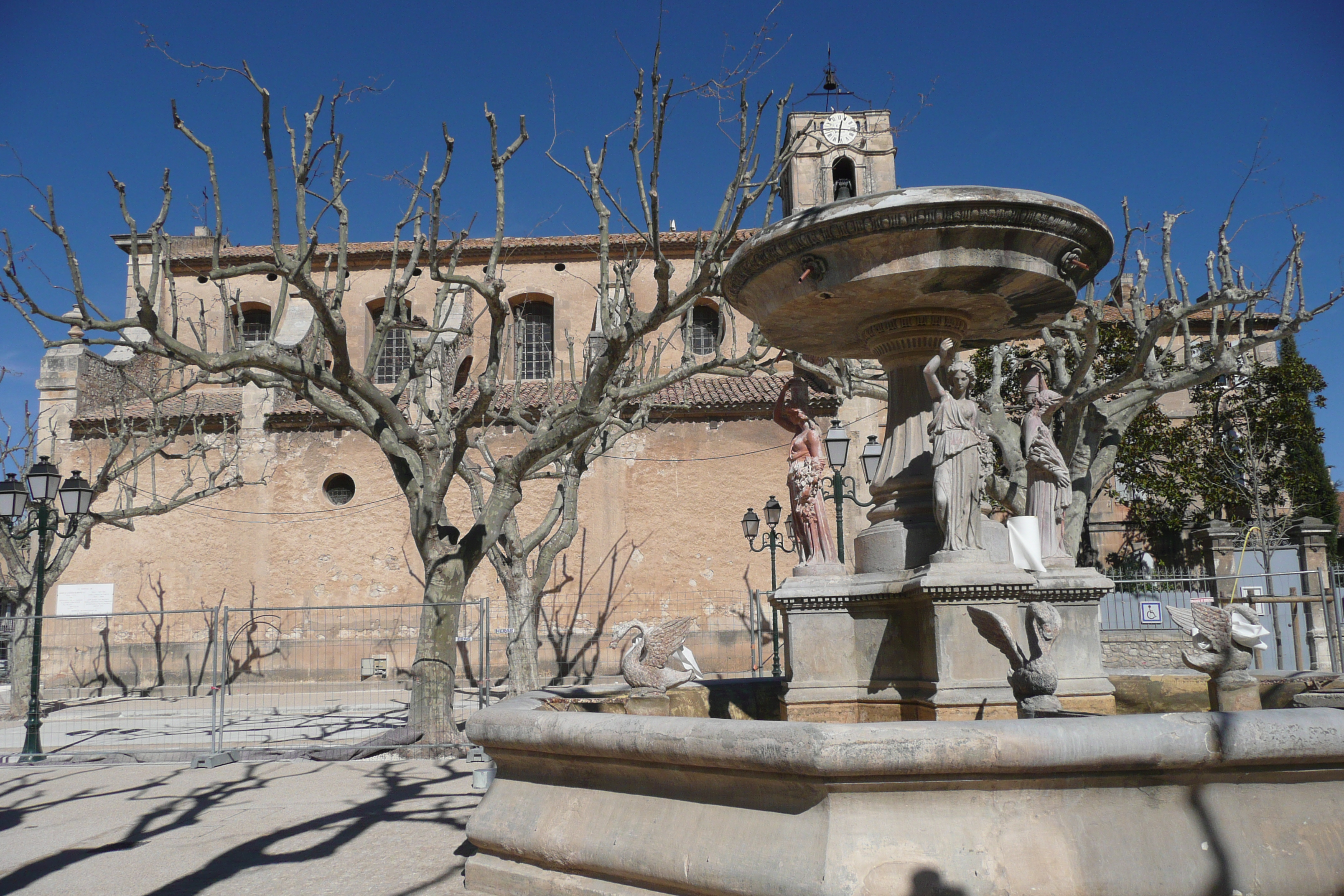
L'église Sainte-Croix aujourd'hui. Devant, la fontaine des Quatre Saisons.

Le 27 août 1750, Joseph Laugier de Monblan, seigneur de Monblan, achète un terrain au centre du village. Il s'agit d'un lieu d'entrepôt de toutes sortes de déchets issus de la culture des champs. C'est à cet endroit que va s'élever un édifice religieux qu'il va entièrement financer, afin de doter Maussane des meilleurs arguments pour obtenir la création d'une paroisse.
En fin de compte, la paroisse Saint-Martin de Paradou est conservée mais grandement amputée car la paroisse de Maussane est créée (1752) et le curé perpétuel, en la personne de M. Laugier, nommé. Le 3 septembre 1754, l'église Sante-Croix est offerte aux Maussanais. Le 27 septembre 1754, elle est consacrée par l'archevêque d'Arles, Jean-Joseph de Jumilhac.
En souvenir de la générosité du seigneur, une plaque est apposée sur le mur du côté du collatéral droit. On y lit, aujourd'hui encore : « À la mémoire de messire J. Laugier de Montblanc, fondateur de cette église, bienfaiteur des pauvres, etc., né en 1708, décédé en 1775, les habitants de Maussane reconnaissants. »
Le campanile n'étant pas achevé, car de Monblan souhaitait que les Maussanais en réalisent l'ouvrage pour avoir le sentiment d'avoir travaillé à leur propre église, une incompréhension se fait jour, certains estimant que le seigneur n'a plus d'argent pour achever le bâtiment. Pour faire taire ses détracteurs, de Monblan fait réaliser à ses frais un pont près de son château.
En fin de compte, cet homme restera de longues décennies en odeur de sainteté dans le village, même bien après sa mort.

### Révolution

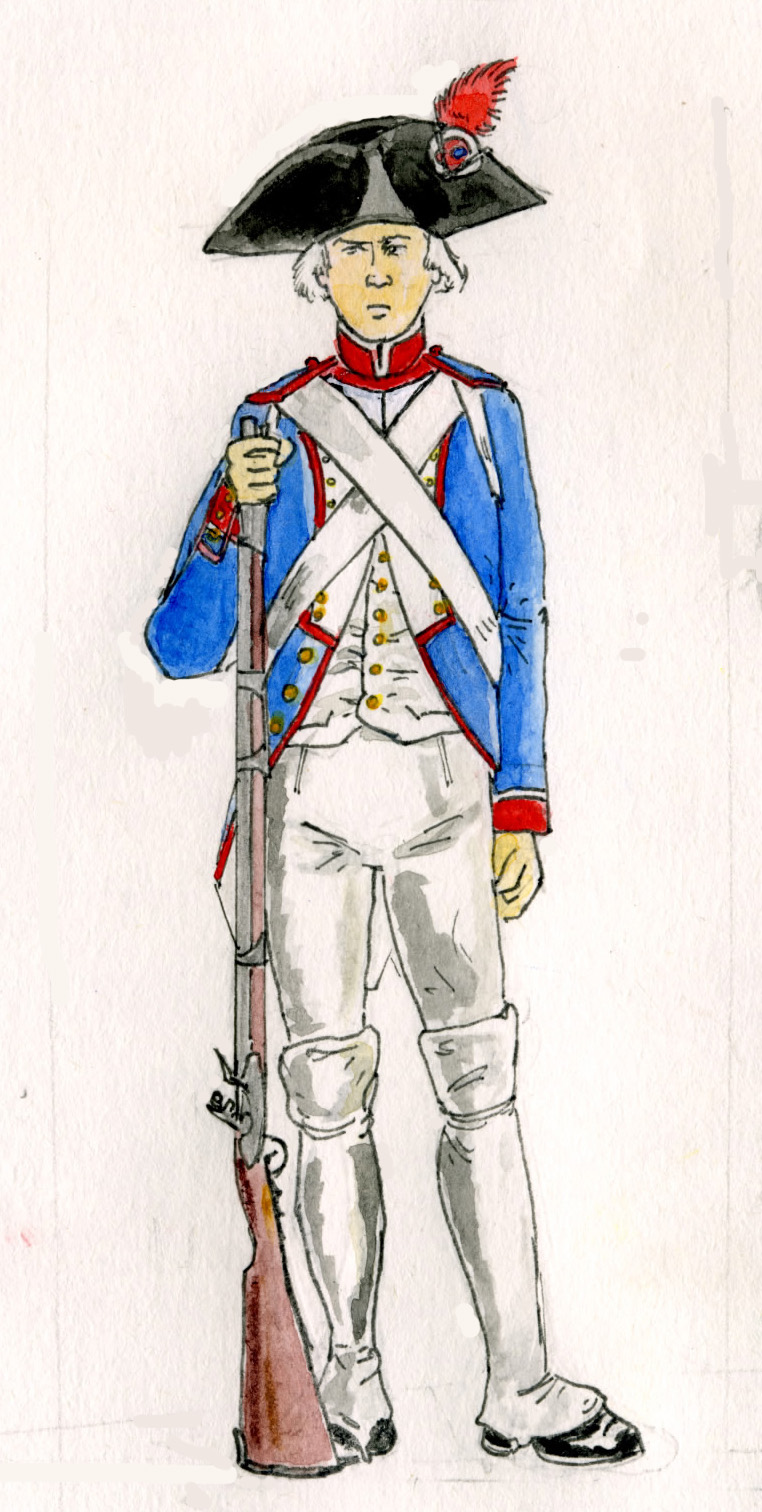
Fusilier de la Garde nationale (1791).

Comme l'ensemble de la Provence, Maussane a connu une période post-révolutionnaire très agitée, particulièrement après la chute de Robespierre (9 thermidor an II). De nombreux événements ont plongé le village et toute la vallée des Baux dans la Terreur blanche.
À l'issue de la Révolution, Maussane est aux mains des Jacobins, mais la vie civile ne parvient pas à s'organiser en raison des perturbations apportées par des éléments extérieurs au village. Les idées révolutionnaires ne rencontrent pas de véritable résistance. Une Garde nationale est créée en janvier 1791. Une société populaire, les « Amis de l'Égalité et de la Liberté » (plus tard rebaptisée « Amis de la Liberté, de l'Égalité et de la République ») se crée en septembre 1792. Dans le village, toutefois, les révolutionnaires ne sont pas extrêmement virulents contre les représentants de l'église catholique. L'église Sainte-Croix ne fait l'objet d'aucune déprédation, la personne du prêtre, Pierre Vincent, est respectée, même s'il se rétracte après avoir abjuré.
L'arrêté du 8 brumaire an IV (30 octobre 1795) provoque l'éclatement du territoire des Baux en quatre communes distinctes : Les Baux, Maussane, Mouriès et Paradou. Maussane devient chef-lieu de canton.

#### L'arrivée de la Terreur
En mars 1793, le maire des Baux (et donc de toutes les communes non encore détachées), Joseph Manson de Saint-Roman, est assassiné à son domicile de Maussane par onze hommes qui avaient déserté le bataillon des Fédérés de Marseille et que le maire avait sommé de rejoindre leur corps. Le député Jean-Baptiste Leblanc de Servanes, de Mouriès, à la tête de la Garde nationale, investit Maussane et fait arrêter cinq hommes qui seront pendus sans jugement au quartier de l'Escampadou.
Le chaos est total. Les autorités municipales, incapables de gérer la crise et menacées par la fureur de la population, démissionnent en juillet 1793 et sont contraintes de fuir pour Arles. Leurs biens sont pillés.
Le calme mettra plusieurs années à être complètement restauré. Le dernier meurtre politique est perpétré à Maussane le 22 ventôse an VIII (13 mars 1800) : un révolutionnaire extérieur à la commune est retrouvé assassiné au vallon de Valoste (près des Calans).

### Époque contemporaine
Les troubles passés, le calme s'installe durablement dans la vallée des Baux. Le développement industriel permet un essor considérable aux activités agricoles et arboricoles à Maussane. L'exploitation des olives devient la spécialité de la commune. Le village compte alors jusqu'à sept moulins à huile, dont le plus ancien, celui de Manville, remonte approximativement au XVIe siècle.
La tranquillité est seulement troublée par quelques épidémies sporadiques, dont une de choléra en 1865 qui provoque la mort de sept personnes. La contamination provenait de deux marchands ambulants venus de Marseille.

## Politique et administration

### Tendances politiques
Lors de l'élection présidentielle de 2007, les électeurs de Maussane se sont prononcés à 69,35 % en faveur de Nicolas Sarkozy, contre 30,65 % pour Ségolène Royal, alors que l'ensemble du département ne créditait le candidat élu que de 58,03 %. Maussane-les-Alpilles peut donc à ce titre être considérée comme une commune votant à droite.
Cinq ans plus tôt, lors de l'élection présidentielle de 2002, 75,20 % des voix d'électeurs de Maussane avaient choisi Jacques Chirac, contre 24,80 % en faveur de Jean-Marie Le Pen, ce qui correspond approximativement aux votes exprimés dans l'ensemble du département.

### Administration municipale
Voici ci-dessous le partage des sièges au sein du Conseil municipal de Maussane :

### Jumelages
Italie – Montopoli in Val d'Arno. Ce jumelage favorise notamment la venue d'artistes italiens dans des concerts organisés à Maussane.

## Population et société

### Démographie

#### Évolution de la population
Depuis deux siècles, la population de Maussane a été remarquablement stable et n'a pas subi une importante érosion entre le XIXe et le XXe siècle. Ce n'est qu'au début des années 1990 qu'elle s'est nettement accru. Au recensement de 2006, elle comptait 2153 habitants, ce qui la place au 4584e rang national.
L'évolution du nombre d'habitants est connue à travers les recensements de la population effectués dans la commune depuis 1800. Pour les communes de moins de 10 000 habitants, une enquête de recensement portant sur toute la population est réalisée tous les cinq ans, les populations de référence des années intermédiaires étant quant à elles estimées par interpolation ou extrapolation. Pour la commune, le premier recensement exhaustif entrant dans le cadre du nouveau dispositif a été réalisé en 2004.

En 2022, la commune comptait 2 396 habitants, en évolution de +6,35 % par rapport à 2016 (Bouches-du-Rhône : +2,48 %, France hors Mayotte : +2,11 %).
| 1800  | 1806  | 1821  | 1831  | 1836  | 1841  | 1846  | 1851  | 1856  |
| ----- | ----- | ----- | ----- | ----- | ----- | ----- | ----- | ----- |
| 1 435 | 1 372 | 1 495 | 1 402 | 1 417 | 1 402 | 1 446 | 1 545 | 1 657 |

| 1861  | 1866  | 1872  | 1876  | 1881  | 1886  | 1891  | 1896  | 1901  |
| ----- | ----- | ----- | ----- | ----- | ----- | ----- | ----- | ----- |
| 1 742 | 1 773 | 1 625 | 1 567 | 1 541 | 1 392 | 1 383 | 1 372 | 1 426 |

| 1906  | 1911  | 1921  | 1926  | 1931  | 1936  | 1946  | 1954  | 1962  |
| ----- | ----- | ----- | ----- | ----- | ----- | ----- | ----- | ----- |
| 1 307 | 1 356 | 1 286 | 1 236 | 1 171 | 1 111 | 1 150 | 1 153 | 1 212 |

| 1968  | 1975  | 1982  | 1990  | 1999  | 2004  | 2006  | 2009  | 2014  |
| ----- | ----- | ----- | ----- | ----- | ----- | ----- | ----- | ----- |
| 1 251 | 1 352 | 1 514 | 1 886 | 1 968 | 2 155 | 2 153 | 2 076 | 2 203 |

| 2019  | 2022  | - | - | - | - | - | - | - |
| ----- | ----- | - | - | - | - | - | - | - |
| 2 362 | 2 396 | - | - | - | - | - | - | - |

Pour les sources plus anciennes, le recensement de 1765, soit une dizaine d'années après la création de la paroisse Sainte-Croix, laisse apparaître que Maussane compte 936 habitants, un chiffre en augmentation par rapport aux données antérieures. Le XVIIIe siècle est marqué par un déclin de la population des Baux au bénéfice de celle des villages de la vallée, dont Maussane au premier chef. Même si Mouriès est plus peuplée, la proximité immédiate de Maussane avec Les Baux et Paradou donne au village plus d'avantages. Il n'est d'ailleurs pas étonnant que, à partir des années 1750, le notaire de la vallée cesse d'exercer aux Baux, mais plutôt à Maussane, en la personne de Jacques Derrès (1751-1785), puis Jean-André Derrès (1785-1815).

#### Pyramide des âges
En 2018, le taux de personnes d'un âge inférieur à 30 ans s'élève à 24,9 %, soit en dessous de la moyenne départementale (35,3 %). À l'inverse, le taux de personnes d'âge supérieur à 60 ans est de 40 % la même année, alors qu'il est de 26,3 % au niveau départemental.
En 2018, la commune comptait 1 100 hommes pour 1 226 femmes, soit un taux de 52,71 % de femmes, légèrement supérieur au taux départemental (52,24 %).
Les pyramides des âges de la commune et du département s'établissent comme suit.
| Hommes | Classe d’âge | Femmes |
| ------ | ------------ | ------ |
| 1,4    | 90 ou +      | 4,6    |
| 12,2   | 75-89 ans    | 12,6   |
| 23,7   | 60-74 ans    | 25,2   |
| 19,7   | 45-59 ans    | 19,7   |
| 15,7   | 30-44 ans    | 15,2   |
| 11,3   | 15-29 ans    | 10,6   |
| 16,0   | 0-14 ans     | 12,2   |

| Hommes | Classe d’âge | Femmes |
| ------ | ------------ | ------ |
| 0,8    | 90 ou +      | 1,9    |
| 7,6    | 75-89 ans    | 9,8    |
| 16,2   | 60-74 ans    | 17,2   |
| 19,7   | 45-59 ans    | 19,5   |
| 18,8   | 30-44 ans    | 18,6   |
| 18,4   | 15-29 ans    | 16,9   |
| 18,6   | 0-14 ans     | 16,1   |

### Enseignement
L'école primaire Charles-Piquet se situe sur l'avenue des Écoles, à Maussane. Il n'existe pas d'autres écoles sur la commune. Les élèves de collège ou de lycée vont étudier sur les communes de Saint-Martin-de-Crau ou Arles.
- Collège de secteur : collège Charloun-Rieu à Saint-Martin-de-Crau
- Lycée de secteur : lycée Louis-Pasquet à Arles

### Manifestations culturelles et festivités

#### Fête de la Saint-Éloi
Tous les ans, Maussane, comme cinq autres villages de Alpilles (Saint-Rémy-de-Provence, Mollégès, Saint-Étienne-du-Grès, Aureille et Sénas), organise une fête en l'honneur de saint Éloi,, patron des agriculteurs. À cette occasion, une charrette ramée (carreto ramado) est promenée à travers les rues du village. Le curé de la paroisse bénit ânes, mulets et chevaux. La fête est souvent l'occasion de voir paraître la reine d'Arles.
À Maussane, cette tradition date probablement de la fin du XVIIIe siècle, même si elle n'est attestée que depuis 1818. Cette année, M. Bourgeois peint un tableau qui trône aujourd'hui encore dans l'église Sainte-Croix et qui représente saint Éloi au premier plan et, en second plan, une charrette non garnie et un laboureur dans les Alpilles.
Pierre Priaulet aîné, maire de Maussane, fait de cette tradition la description suivante dans une lettre du 25 février 1825 :

« Pour la Saint-Éloi, les agriculteurs, fermiers ou ménagers, célèbrent une fête qui consiste à faire courir une charrette garnie de feuillages et de branches vertes, attelée de 15 ou 20 mules ou mulets (…). Deux prieurs élus pour une année sont à la tête, montés sur des chevaux de selle, suivis de plusieurs autres cavaliers et accompagnés des tambours, tambourins, et autres instruments champêtres. Tout le cortège assiste à la messe, ainsi qu'à la bénédiction de la charrette et des bestiaux, après quoi on fait le tour du village et puis l'on va dîner en réunion. »

La tradition a été abandonnée dans les années 1900, mais, depuis 1991, elle est à nouveau observée tous les ans.

### Sports
Maussane compte plusieurs associations sportives, dont l'ESVB (Entente Sportive de la Vallée des Baux) qui abrite une école de football. D'autres associations, comme un club de judo ou de pêche, y sont aussi représentées.

### Santé
Trois cabinets médicaux se trouvent à Maussane. Les médecins y exerçant sont quatre au total : un pratique la médecine générale, tandis que deux sont spécialisés en homéopathie et un en acupuncture. Les trois cabinets sont tous situés dans l'enceinte même du village. Cinq infirmières exercent également dans le village. Enfin, on trouve cinq kinésithérapeutes et deux dentistes à Maussane.
Les accidentés sont généralement dirigés vers l'hôpital le plus proche, l'hôpital Joseph-Imbert, à Arles.

## Économie

### Revenus de la population et fiscalité
En 2008, le revenu fiscal médian par ménage était de 20 043 €, ce qui plaçait Maussane-les-Alpilles au 6 012e rang parmi les 31 604 communes de plus de 50 ménages en métropole.

### Emploi
Selon les données du recensement de 2006 réalisé par l'INSEE, la population active de plus de 15 ans représentait un total de 946 habitants, dont 828 avaient un emploi. Le taux global de chômage s'établissait donc à 12,5 %. Le chômage touchait davantage les femmes (14,6 %) que les hommes (10,6 %). Sur les personnes ayant un emploi, 63,1 % avaient un contrat à durée indéterminée, 6,5 % un contrat à durée déterminée, 13,4 % étaient des travailleurs indépendants. Le reste comprenait employeurs, aides familiaux et stagiaires.
Les secteurs d'activité les plus représentés sont les services (53,5 % des emplois de la commune), les commerces (13,8 %), les métiers de l'agriculture et associés à ce secteur (11,5 %), les métiers de la construction (10,7 %) et l'industrie (10,5 %).

### Entreprises de l'agglomération

#### Oléiculture

##### Huile d'olive

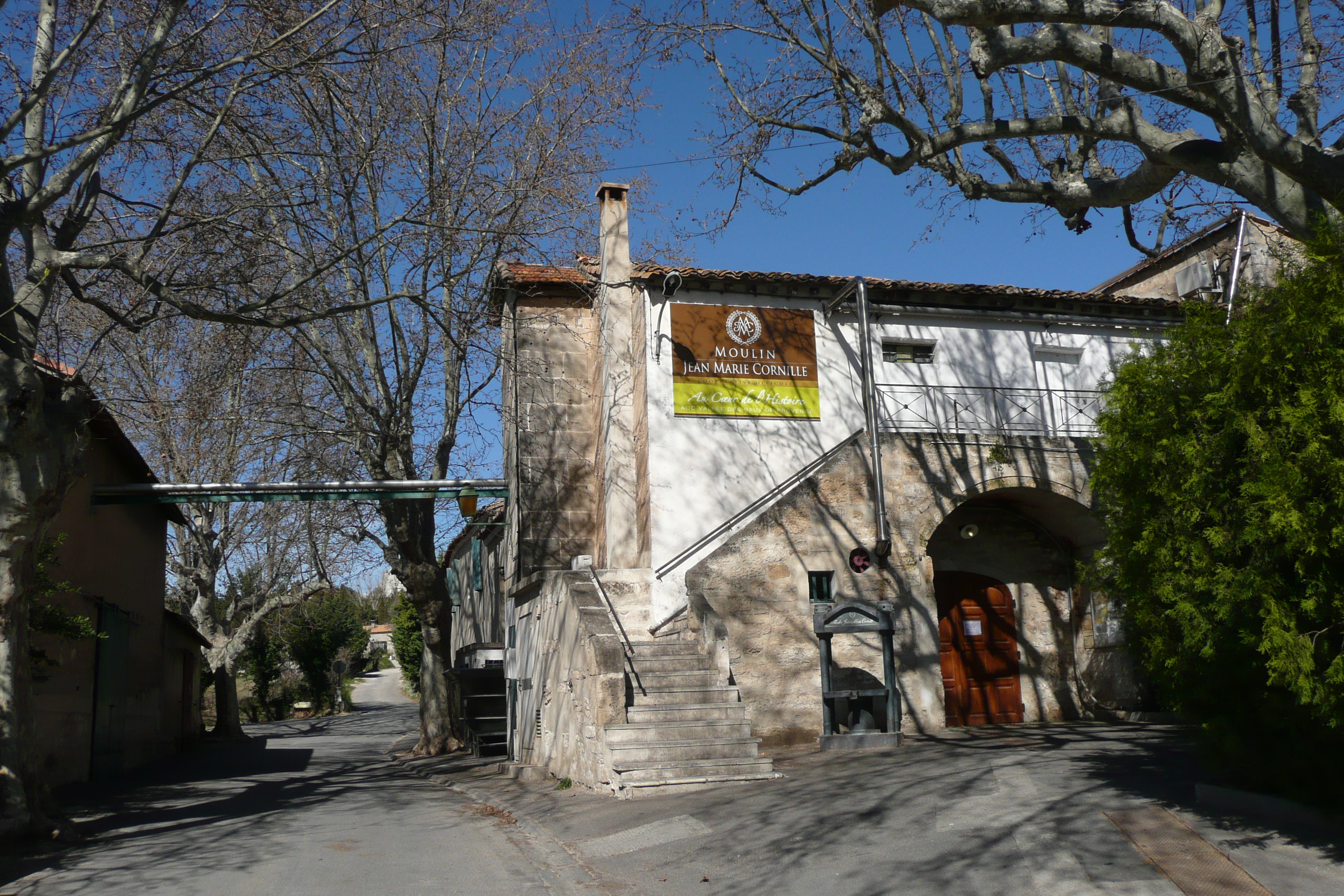
Le moulin Jean-Marie Cornille à Maussane.

La commune produit de l'huile d'olive de la vallée des Baux-de-Provence est protégée par une appellation d'origine contrôlée (AOC) depuis un décret pris par l'INAO, le 27 août 1997. Les variétés d'olives qui entrent dans son élaboration sont la salonenque, la beruguette, la grossane et la verdale des Bouches-du-Rhône.
La culture séculaire de l'olivier à Maussane a donné au village une réputation de commune oléicole. Alors que plusieurs moulins étaient en activité jusqu'à la fin du XIXe siècle, seuls deux sont encore en activité : le moulin du mas des Barres, situé à l'extérieur du village, sur la route des Calans, et le moulin Jean-Marie Cornille, au cœur du village.
Le moulin du mas des Barres a commencé à produire de l'huile en 1720, même si l'entreprise actuelle n'a commencé son activité qu'en 1992. L'huile du moulin Cornille a obtenu son label en 1997.

##### Confiserie d'olives
La commune produit aussi des olives cassées et des olives noires qui relèvent du même décret de l'INAO. Les variétés d'olives cassées proposées à la commercialisation sont la salonenque et la beruguette. Pour les olives noires la seule variété acceptée est la grossane ,.
L'entreprise Jean-Martin a été fondée en 1920. D'abord spécialisée dans la confiserie d'olives, elle oriente sa production, dans les années 1980, vers des produits de plus en plus variés, comme le taboulé, le caviar d'aubergine ou la soupe au pistou.

#### Viticulture
Le vin de pays des Alpilles est un vin de pays de zone, au nord des Bouches-du-Rhône qui a vocation à labelliser, après dégustation, les vins ne pouvant postuler à l'appellation d'origine. Jusqu'en 2000, il portait le nom de vin de pays de la Petite Crau. La production est d'environ 6 000 hectolitres par an. Son vignoble, installé sur un plateau caillouteux, est limité, au nord, par la Durance et au sud, par les Alpilles.

#### Autres activités
La commune compte de nombreux artisans, assurant des services de dépannage ou de maçonnerie.
Une zone d'activité a été aménagée au sud de la commune, sur la route de Saint-Martin-de-Crau.

### Commerce
Maussane possède des commerces implantés dans le centre du village, la plupart se situant le long de l'avenue de la Vallée-des-Baux. On trouve ainsi une supérette, une boucherie, des boulangeries, une pharmacie. Quelques boutiques de décoration complètent cette offre.
Deux cafés partagent leur terrasse sur la place Laugier-de-Monblan.
De nombreux mas situés dans la campagne maussanaise proposent des produits de fabrication locale, ainsi la confiserie Gonfond, au mas Saint-Roman, ou l'apiculteur Blochet, au quartier des Jardins-Neufs.
Enfin, Maussane devant sa réputation à l'huile d'olive produite sur place, de petits producteurs vendent leur propre huile, généralement au mas.

## Culture et patrimoine

### Patrimoine naturel
Maussane s'étend sur le piémont sud du massif des Alpilles, comme une porte d'entrée sur la plaine aride de la Crau. Le milieu naturel, composé de pelouses sèches et de collines tourmentées, attire de nombreux randonneurs chaque année.

### Patrimoine religieux

#### L'église Sainte-Croix

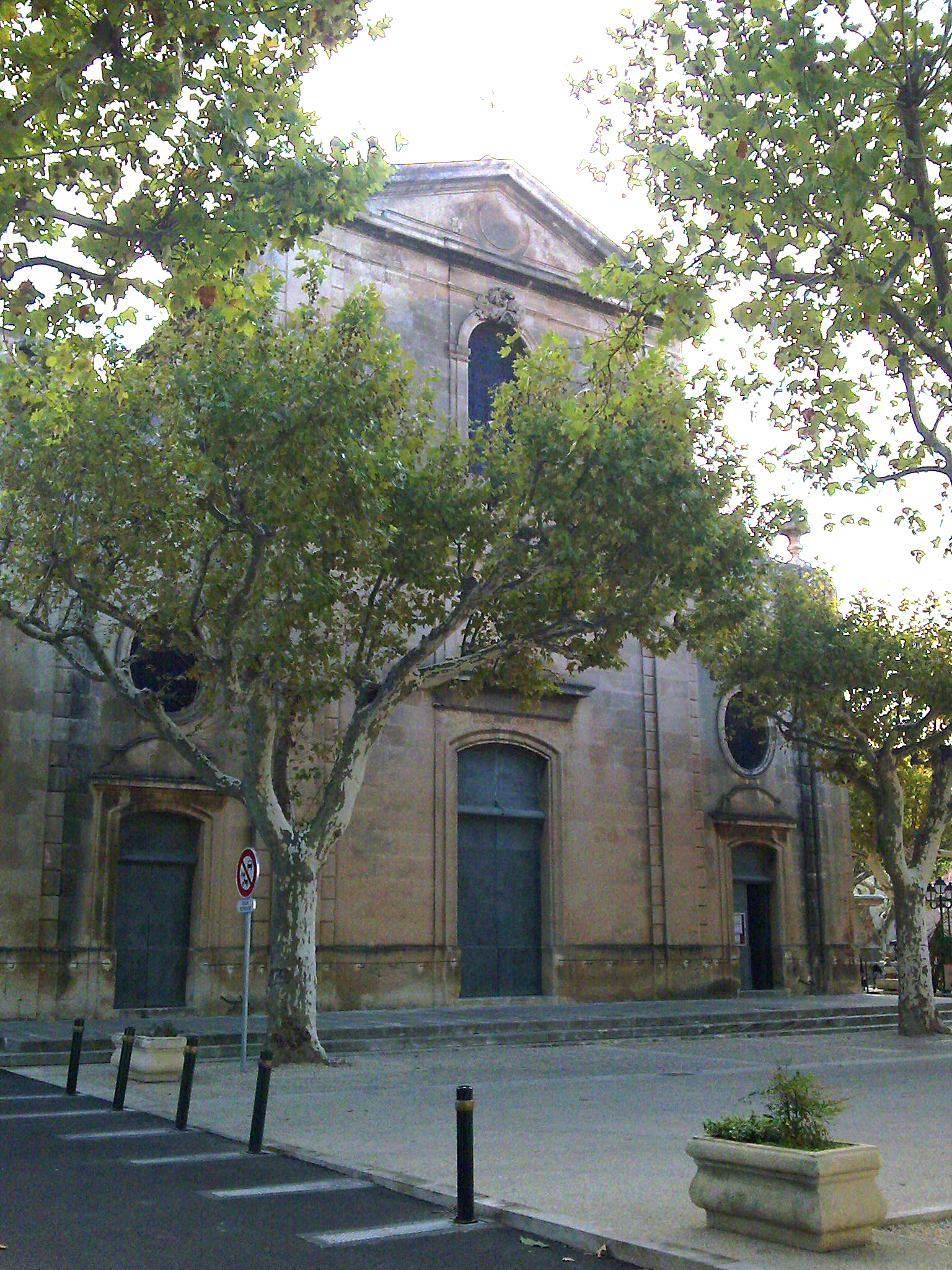
L'église Sainte-Croix.

Demandée dès 1681, l'église Sainte-Croix a été consacrée en 1754, après quatre ans de travaux, par la générosité du seigneur de Maussane, Joseph Laugier de Monblan (1708-1775). Le même jour est créée la paroisse Sainte-Croix de Maussane, les habitants du village étant précédemment contraints de suivre les offices en l'église Saint-Martin du Paradou, distante de 2 kilomètres. La place de l'église de Maussane porte aujourd'hui le nom de son mécène. L'église doit son nom aux morceaux de la Croix du Christ qu'elle est censée abriter. L'architecte du bâtiment fut Joseph-Abel Mottard, d'Avignon et les maîtres maçons qui y travaillèrent, comme Antoine Damour, élève de Jean-Baptiste Franque, venaient de Tarascon. Le presbytère est aujourd'hui classé monument historique en 1997. Le maître-autel et les boiseries datent du XIXe siècle. L'église est agrandie de trois magasins au nord en 1866 et inscrite aux Monuments historiques en 1997.
Son plan rectangulaire se compose d'une nef à quatre travées au décor sobre. Les voûtes d'arêtes présentent de nombreuses similitudes avec celles de la cathédrale de Viviers (1738).
Imposant maître-autel en marbre (1847). Chaire en pierre de taille classée en tant qu'objet monument historique.

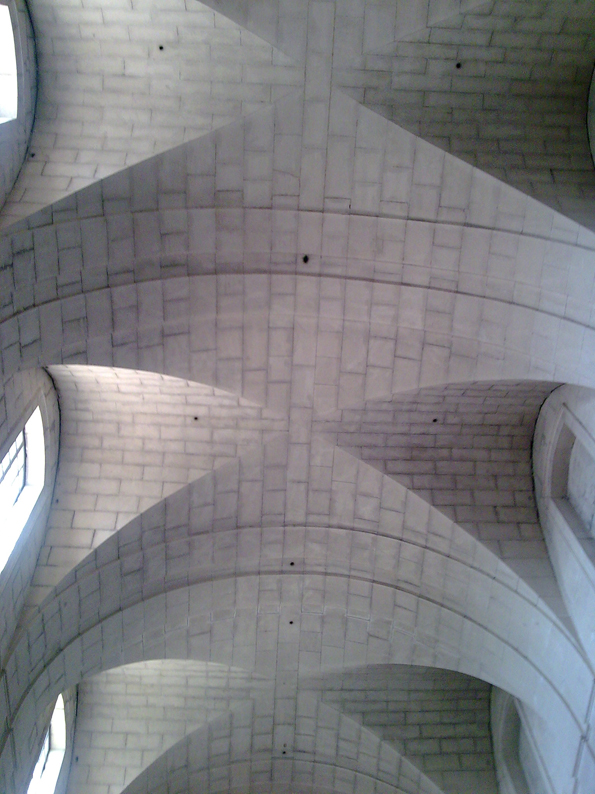
Voûtes de l'église Sainte-Croix.

En levant les yeux, on observe de grandes baies côté sud. Elles sont leur pendant côté nord, pour une raison esthétique, mais il s'agit alors de fenêtres aveugles, en raison du mistral qui souffle du nord.
Depuis 1992, les trois paroisses de Maussane, Le Paradou et Les Baux ont été regroupées. Une unité pastorale a été créée le 26 août 2004.

##### Collatéral gauche

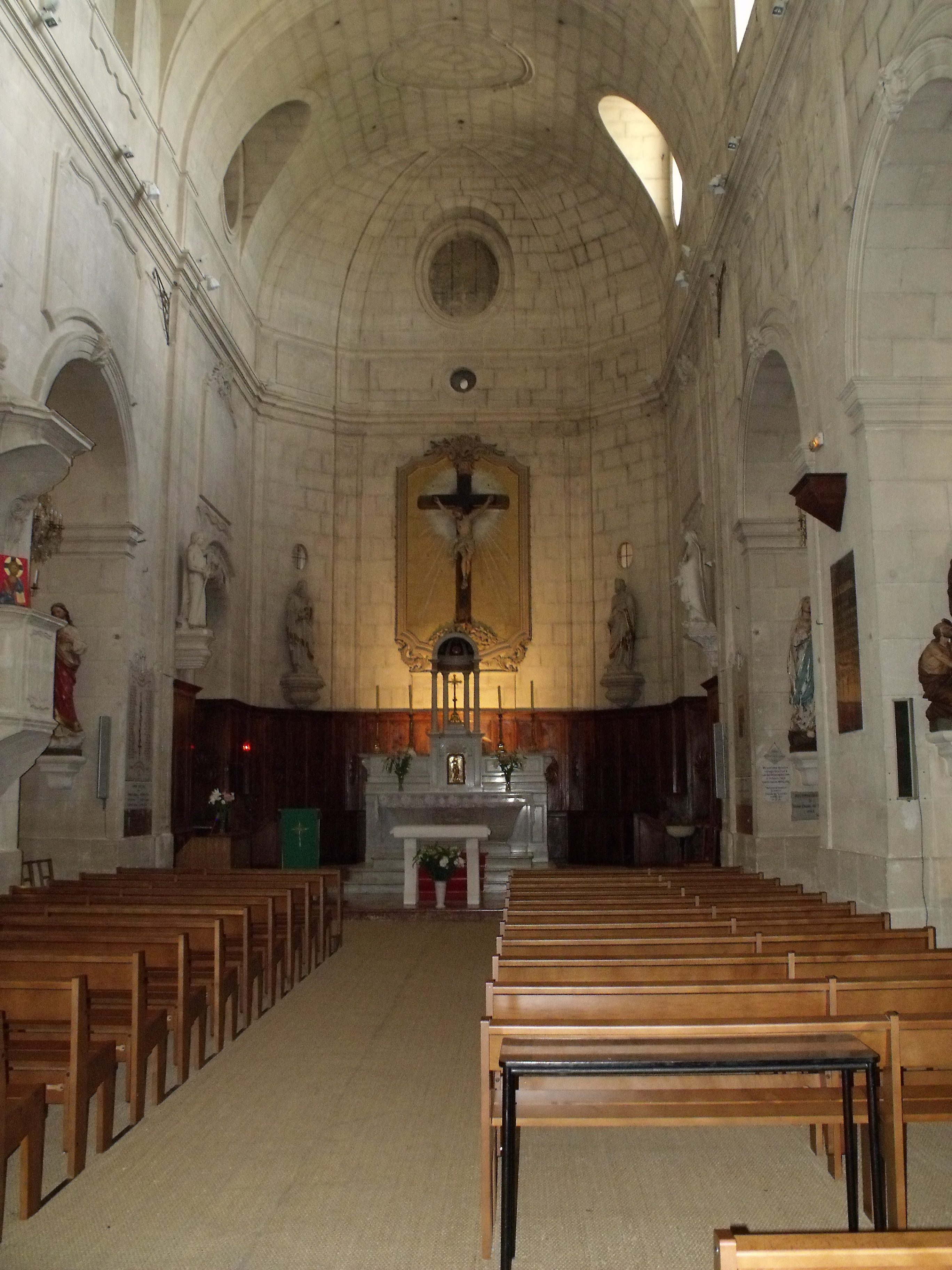
Intérieur de l'église Sainte-Croix.

La chapelle des fonts baptismaux semblent devoir sa décoration aux deux confréries maussanaises de l'Ancien Régime : celle des agriculteurs et celle des éleveurs. Dans la travée nord, un autel dédié à saint Éloi représente le saint doté de ses outils traditionnels : la tenaille et le marteau. Outre que saint Éloi était le patron des agriculteurs, il était aussi celui des maréchaux-ferrants. Près de l'autel, un tableau de 1808 représente le même saint.
À droite du précédent autel, on remarque un autel dédié à saint Marc que surmontent un tableau et une statue de l'évangéliste.

##### Collatéral droit
La travée sud est davantage décorée de tableaux. Ainsi, Le Christ sortant du tombeau, tableau du XVIe siècle peint sur bois, Déposition de Croix (1746, J. Micaëlis), ou encore Adoration du Sacré-Cœur, signé du peintre avignonnais Minoli (1819) et La Dormition de la Vierge (1656).
Sur un piédestal, un groupe représente sainte Anne et la Vierge enfant.

##### Vitraux
Tous les vitraux de l'église Sainte-Croix datent du XIXe siècle, comme l'ensemble de la décoration. La verrière est décorée de La Déposition de Croix, qui imite un tableau de Charles Le Brun (XVIIe siècle) exposé dans la chapelle du château de Versailles.

##### Clocher
Le clocher de l'église Sainte-Croix de Maussane se compose d'une tour carrée terminée par une balustrade ajourée. Le campanile de fer forgé surmonte le tout.

#### Oratoires

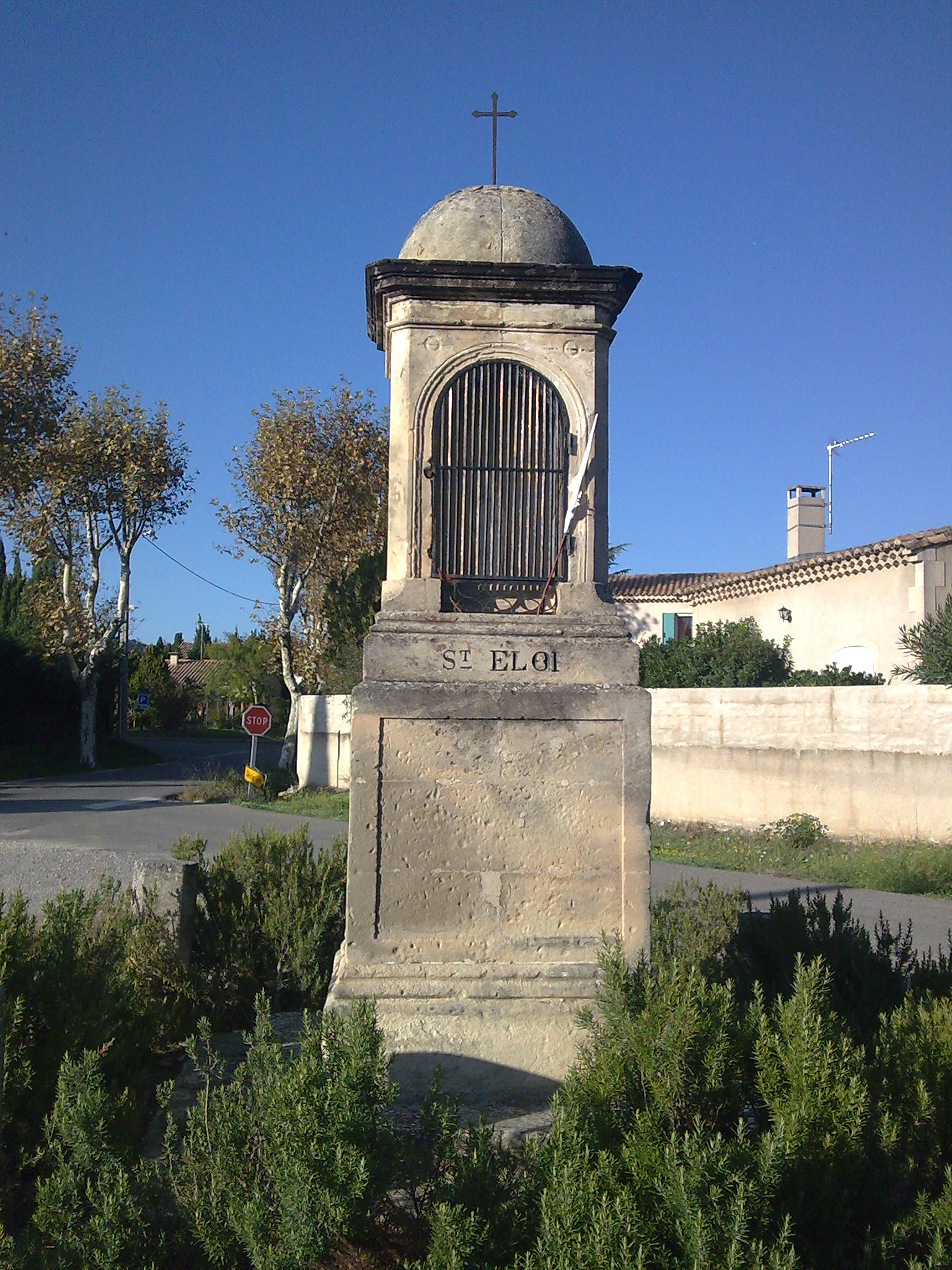
Oratoire Saint-Éloi de Maussane.

Maussane abrite trois oratoires dédiés chacun à un saint : saint Marc, saint Roch et saint Éloi.
- L'oratoire de Saint-Roch, dans le village, a été érigé pour rendre hommage à la protection du saint lors de la Peste de 1720-1721.
- L'oratoire de Saint-Marc est protégé au titre des monuments historiques. Il a été érigé en 1852 le long d'une route de transhumance. Saint Marc était le saint patron des bergers.
- L'oratoire de Saint-Éloi se situe au sud-est du village, au quartier de l'Escampadou. Il est contigu aux arènes. Il a été érigé au XVIIIe siècle et a longtemps servi de limite sud au village. Saint Éloi étant le saint patron des ménagers, ceux-ci se réunissaient près de l'oratoire à plusieurs occasions. Le quartier de l'Escampadou était d'ailleurs une bande agricole où l'on cultivait les céréales[20].

#### Cimetière
Le cimetière primitif de Maussane était accolé à l'église Sainte-Croix. Avec l'aménagement de la place de l'église (aujourd'hui place Laugier-de-Monblan), il a été repoussé au nord-est du village, à son emplacement actuel (1858).

### Patrimoine laïque

#### Salle polyvalente «Agora»
Depuis janvier 2007, Maussane compte, au quartier de la Terre-du-Fabre, une salle polyvalente de 2000 m2, l'Agora, construite par l'architecte Daniel Fanzutti. D'aspect moderne, le bâtiment s'ordonne autour d'un patio bordé d'un auvent. Situé sur un terrain planté de cyprès et d'oliviers, la salle a reçu une mention spéciale au grand prix de la construction publique et collective de 2008.
Elle permet aujourd'hui d'accueillir des manifestations diverses, comme des spectacles, des expositions ou des réunions d'associations, grâce à ses 500 places assises et ses 700 places debout.
Dans les jardins de l'espace Agora, en octobre 2009, a été inaugurée par le maire de Maussane une grande carte de France en pierre de taille réalisée par les Compagnons du Devoir. Chaque forme de département a été taillée dans une pierre provenant de ce même département et chaque pierre a reçu son poinçon.

#### Monument aux morts

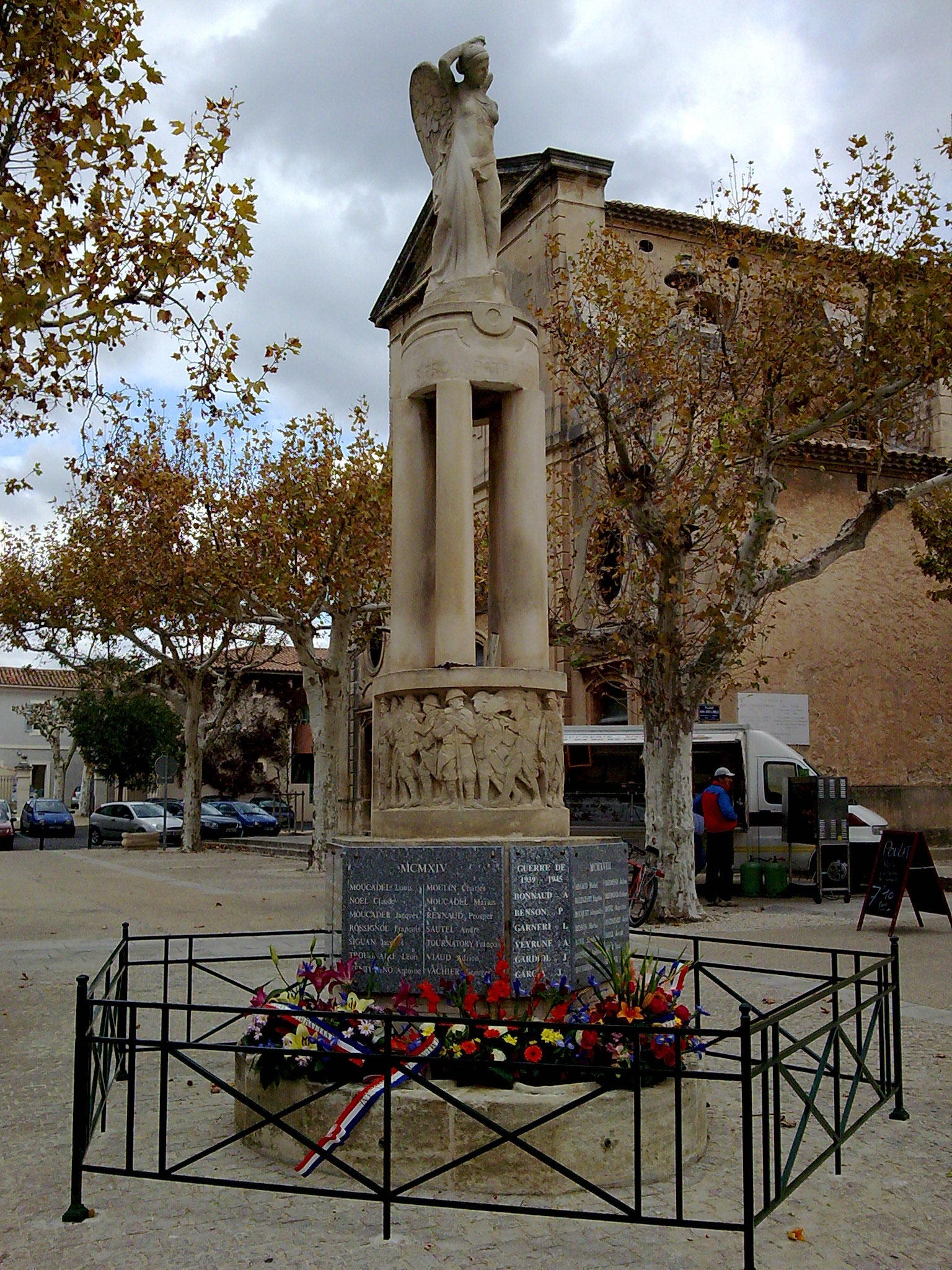
Monument aux morts de Maussane (1920).

Place Laugier-de-Monblan se dresse le monument commémorant la mort des soldats maussanais lors de la Première Guerre mondiale et de la Seconde Guerre mondiale. Initié par le maire Jean-Baptiste Arnaud, ce monument est l'œuvre du sculpteur anglais Vernon Blake, résident des Baux-de-Provence. Il a été réalisé en 1920 et a coûté à la municipalité la somme de 18 000 francs. L'État français a participé pour un montant de 1 000 francs. La somme est modeste au regard du coût des monuments aux morts des communes voisines : 35 000 francs pour Eyguières et Tarascon, 50 000 francs pour Saint-Rémy-de-Provence.
C'est un monument d'une hauteur totale de 5,50 m soutenu par cinq colonnes de 1,41 m surplombant un tambour de 80 cm. Ce tambour affiche un bas-relief représentant des soldats en marche et au repos, symboles d'ardeur et de vigilance. Les cinq faces du monument portent les noms des 52 soldats morts lors de la Grande Guerre.
Comme le veut la tradition provençale, une statue de femme orne le tout, symbole de la Patrie, mais aussi de la Victoire.
Le choix de l'emplacement n'a pas fait l'unanimité car il empiétait sur les terrasses des cafés de la place. Finalement, disposé dans l'angle sud-est, il fait symétrie avec le Christ de douleur qui se trouve au nord-ouest de la place.

#### Fontaine des Quatre Saisons
Sur la même place trône une fontaine, dénommée « Fontaine publique des Quatre Saisons », d'une grande beauté, d'où coule une eau abondante. Elle a été inaugurée en 1864.
L'emplacement de cette fontaine a posé problème, dans la mesure où elle empiétait sur un domaine appartenant à l'église. Ce fut principalement l'abbé Deleuil, en 1845, qui s'opposa vivement à l'érection d'une fontaine sur la place. Il fut si vindicatif à l'encontre du projet que ses supérieurs préférèrent le déplacer à Marseille. Son successeur fut moins virulent et parvint à s'entendre avec la mairie. Il accepta le principe d'une fontaine, la mairie s'engageant en échange à lui construire un bassin dans la cour. Son auteur est resté inconnu, même s'il semble logique d'en attribuer la conception à l'architecte Louis Astruc, qui réalisa le lavoir à la même époque.
Dans les premières décennies, la fontaine était entourée d'une grille réalisée par l'atelier Fléchon.

#### Lavoir

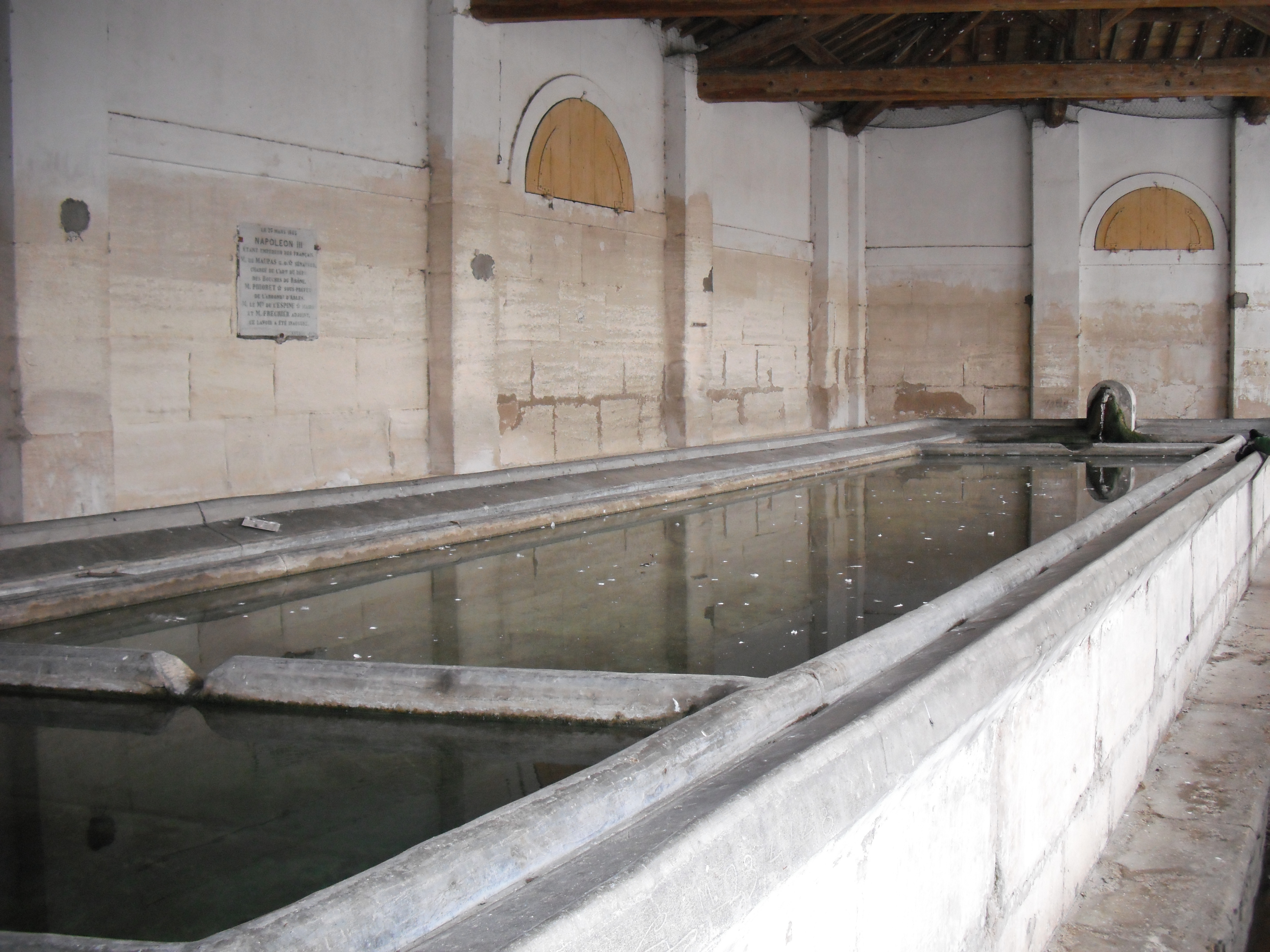
Le lavoir de Maussane.

Le lavoir de Maussane a été conçu par l'architecte Louis Astruc. Son concept était novateur et a dû susciter l'enthousiasme des lavandières. Il était en effet désormais possible de laver son linge en position debout.

### Personnalités liées à la commune
- Michel-Auguste Moutonnet (Les Baux-de-Provence, 1764 – Maussane-les-Alpilles, 1838). Maire de Maussane de 1815 à 1821, puis, à partir de 1821, des Baux-de-Provence, il est l'auteur d'une messe interprétée encore de nos jours, chaque soir de Noël, dans l'église des Baux : Dialogue de l'ange et du berger. Il était dans le civil officier de santé et barbier[20].
- Paul Marie Joseph Blanchet dit Le Sauvage, (Saint-Rémy-de-Provence, 1865-id. 1947) a connu une grande renommée dans les Alpilles entre 1900 et 1914 grâce à ses talents de chansonnier. Domicilié à Maussane, il joue en 1933 dans le film de Fernand Méric, Mireille[98], le rôle de maître Ambroise[20].
- Emma Teissier (Maussane-les-Alpilles, 1867 – Salon-de-Provence, 1944). Surnommée « Fortunette » par Frédéric Mistral, la jeune femme, d'une grande beauté, a été plusieurs années la muse du mouvement du Félibrige. Chanteuse de cabaret au Brésil dans les années 1900, elle revient à Maussane vivre ses dernières années[99].
- Jean-Baptiste Blanc (Saint-Rémy-de-Provence, 1877  - Maussane-les-Alpilles, 1953), poète et conteur provençal, auteur de Li Passo-temps d'un bon per rèn (1932)[20].
- Antonin Priolet (né Antonin Priaulet à Maussane), chanteur, acteur, syndicaliste (1897-1971).

### Héraldique
| Armes de Maussane-les-Alpilles | Les armes peuvent se blasonner ainsi : Parti : de gueules et de sable avec une étoile à 16 rais d'or. |